# Sheamus
Stephen Farrelly (en irlandés: 'Stiofan O´Fearghaile'; nacido el 28 de enero de 1978 en Dublín, Irlanda) es un luchador profesional y actor irlandés. Actualmente trabaja para la empresa estadounidense WWE, donde se presenta en la marca Raw bajo el nombre de Sheamus (pronunciado /'ʃeɪmʌs/).
Farrelly es cuatro veces campeón mundial, habiendo ostentado el Campeonato (Mundial Peso Pesado) de WWE tres veces y el Campeonato Mundial Peso Pesado una vez, siendo el primer irlandés en ganar un título mayor en la empresa. También es tres veces Campeón de los Estados Unidos, cuatro veces Campeón en Parejas de Raw y una vez Campeón en Parejas de SmackDown junto con su compañero de equipo Cesaro. Además de estos campeonatos, ganó el torneo King of the Ring en 2010, el Royal Rumble Match en 2012 y el Money in the Bank Ladder Match en 2015, convirtiéndose en el segundo luchador (después de Edge) en lograrlo.

## Primeros años
Farrelly nació en Cabra, Dublín, Irlanda y se crio en la ciudad. Habla fluidamente irlandés, después de haber asistido a Scoil Caoimhin Primary y Coláiste Mhuire Secondary School, un Gaelscoil. Durante sus años escolares, cantó en el Coro Palestrina hasta la edad de 13 años; durante este tiempo, apareció en Late Late Show y Live at Three. jugó fútbol gaélico para el equipo de Erin's Isle, donde una vez fue proclamado como estrella del deporte del mes. También jugó rugby para el Colegio Nacional de Irlanda, donde ganó un Diploma Nacional. Ha sido fanático del club de fútbol de la Premier League Liverpool F.C. desde la infancia y también apoya tanto a los clubes de rugby London Irish y Leinster y a la liga de rugby The New Zealand Warriors. Él es un extécnico de TI, y también trabajó como seguridad para un club nocturno, lo que lo llevó a trabajar ocasionalmente como guardaespaldas de Bono y Larry Mullen, Jr. de U2, así como de Denise van Outen.

## Carrera

### Entrenamiento y carrera temprana (2002-2004)
La inspiración de Farrelly en una carrera de lucha profesional vino de ver la lucha libre británica del World of Sport de ITV y la lucha libre americana de la World Wrestling Federation (WWF) en Sky One. Siguiendo el consejo de Bret Hart, Farrelly comenzó a entrenar en la escuela de lucha Monster Factory de Larry Sharpe en abril de 2002, junto a Tank Toland, Cliff Compton y Cindy Rogers. Seis semanas después debutó oficialmente como face bajo el nombre Sheamus O'Shaunessy contra Robert Pigeon. Fue durante este tiempo que desarrolló el apodo de "maldición irlandesa" ("Irish Curse") después de darle un golpe bajo a su oponente. Pronto sufrió una grave lesión en el cuello después de estropear un salto de cadera, lo que desvió su carrera durante dos años.
Farrelly pronto desarrolló su personaje de lucha libre basándose en la mitología celta. Queriendo alejarse de la limitación de los estereotipos irlandeses de los amuletos de la suerte, los duendes y el alcoholismo, en su lugar, quería retratar a un guerrero irlandés. Yendo a un Gaelscoil, Farelly creció consciente de los cuatro ciclos de la mitología irlandesa e, inspirado por la obra de arte de Jim Fitzpatrick, incorporó la espada y el uso de hachas en su gimmick. Esto incluyó el diseño de su propio colgante, la cruz, que combina la cruz celta con una espada de guerra celta para ilustrar los "orígenes indígenas de su personaje con un híbrido de fuerza guerrera combinado con un fuerte centro ético".

### Circuito independiente europeo

#### Irish Whip Wrestling (2004–2006)
En mayo de 2004, todavía usando el nombre artístico de Sheamus O'Shaunessy, Farrelly regresó a la lucha libre en la recién inaugurada escuela Irish Whip Wrestling (IWW) en Dublín. Luego hizo su debut para la promoción en su show de Mount Temple el 9 de julio contra Mark Burns, donde obtuvo una victoria fácil. Farrelly ganó un Battle Royal el mes siguiente.

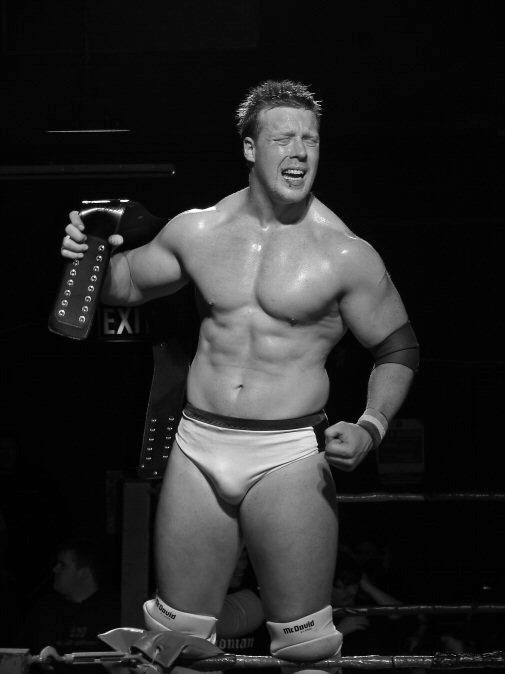
Sheamus tras retener el Campeonato Internacional Peso Pesado de la IWW el 4 de noviembre de 2005.

O'Shaunessy pasó el resto del año enfrascado en una rivalidad con Vid Vain luego de perder ante su compañero de equipo Joey Cabray la misma noche que ganó el Battle Royal. El 22 y 23 de octubre intercambiaron victorias, lo que llevó a O'Shaunessy a reclutar ayuda de CJ Summers para derrotar al equipo de Vain y Cabray el 24 de octubre. O'Shaunessy falló en su intento de derrotar a Vain en la acción individual el día siguiente. A pesar de estas derrotas, sus impresionantes actuaciones le valieron una lucha contra Alex Shane por el Campeonato Británico Peso Pesado de Frontier Wrestling Alliance (FWA). A pesar de que tuvo una exhibición competente y estuvo cerca de ganar, su amigo Red Vinny interfirió en el combate y le costó el campeonato.
En marzo de 2005, vengó esa derrota al asociarse con Raven para vencer a Shane y Vinny. Esta victoria fue parte de una racha ganadora a finales de marzo, donde O'Shaunessy luchó dos veces al día el 24, 25 y 26, incluyendo una victoria en un 11-Man Battle Royal, y el 27 de marzo con una lucha en parejas y un 10-Man Tag Team Match. Esta serie de victorias, aparte de una derrota por descalificación ante Vain, lo puso en una buena forma para el torneo de un día celebrado en el condado de Kildare para coronar al primer Campeón Internacional Peso Pesado de IWW. El 28 de marzo, O'Shaunessy puso fin a sus principales rivalidades cuando derrotó a Vinny y luego a Vain en los cuartos de final y en las semifinales, respectivamente. Derrotó a Darren Burridge en el combate final para ganar el inaugural Campeonato Internacional Peso Pesado de IWW, pero tuvo que competir nuevamente en un espectáculo nocturno en Dublín, derrotando a Burridge y Vinny una vez más en un combate en parejas junto con Vain.
La primera defensa exitosa del título de O'Shaunessy vino contra Burridge el mes siguiente pero Burridge no dejó descansar su rencor, continuó atacando a O'Shaunessy y finalmente le costó el título durante un combate contra D'Lo Brown el 29 de mayo. O'Shaunessy se vengó en julio al derrotar a Burridge en una lucha de resentimiento, aunque perdió ante él en un combate de pulseo el día siguiente. Aun así, continuó su búsqueda para recuperar el título al ganar un Triple Threat Match para determinar al contendiente #1 contra Vinny y Red Viper en agosto, preparándolo para recuperar el Campeonato Internacional Peso Pesado de IWW de Brown en octubre en Newcastle upon Tyne en Inglaterra.
Después de defender su título contra Vampiro y Viper, O'Shaunessy se vio envuelto en un nuevo feudo con la creciente estrella de lucha escocesa "Thee" Drew Galloway, a quien luego admitió que era su oponente más duro. El 28 de enero de 2006, recibió su primer combate por el campeonato, evolucionando su rivalidad de los combates no titulares anteriores. La rivalidad rápidamente tomó un sabor patriótico, con los colores azules de Galloway de Escocia chocando los colores verdes de O'Shaunnesy de Irlanda, reflejando el derby de fútbol Old Firm entre Rangers y Celtic, respectivamente. Esta alusión al fútbol se volvió particularmente prominente cuando los dos se encontraron nuevamente en el Verona Football Club nuevamente por el título, aunque el combate cambió a un Lumberjack Match, el resultado y el campeón permanecieron iguales.
Con Galloway derrotado, O'Shaunessy continuó dominando defendiendo nuevamente su título contra Vampiro el 17 de marzo. Galloway se ganó un 2-out-of-3 Falls Match contra el campeón al día siguiente, sin embargo, O'Shaunessy ganó dos caídas a uno; al día siguiente produjo el mismo resultado en un combate que O'Shaunessy afirmó fue el mejor que tuvo en el circuito independiente. Con Galloway brevemente respondido, O'Shaunessy se enfrentó al recién llegado Pierre Marcaeu y lo derrotó en dos luchas consecutivas por el título solo para descubrir que Galloway se había ganado otra oportunidad. Con su rivalidad cada vez más intensa, el siguiente desafío de Galloway a O'Shaunnesy se le dio la estipulación de un Last Man Standing Match. O'Shaunessy retuvo el título, como también lo hizo en junio con la misma estipulación. Finalmente, el 28 de agosto, O'Shaunessy perdió el Campeonato Internacional Peso Pesado de IWW ante Galloway en lo que sería su última aparición con la promoción.

#### Promociones británicas (2005-2007)
Además de luchar en Irlanda, O'Shaunessy viajaba ocasionalmente a Gran Bretaña para hacer apariciones en el circuito independiente británico. En abril de 2006 fue llevado a la promoción Celtic Wrestling de Gales como aspirante a su primer título, pero fue derrotado por el campeón, Chris Recall. Más tarde ese año en noviembre, fue contratado por LDN Wrestling de Londres para aparecer en su programa Capital TV donde, después de derrotar rápidamente a William Hill, se ganó un combate por el Campeonato de LDN contra Tex Benedict que terminó con Benedict ganando por descalificación y O'Shaunessy atacándolo después del combate.
Durante su tiempo en el extranjero trabajó para la All Star Wrestling de Brian Dixon, lo que le dio una probada de grandes audiencias que no había experimentado en Irlanda, y la lucha del veterano inglés Robbie Brookside y otras luminarias británicas de lucha libre, incluyendo Nigel McGuinness y Doug Williams. También representó al Reino Unido en un combate por equipos de la Batalla de las Naciones entre el Reino Unido y Austria junto con Drew McDonald & The Celtic Warrior en una derrota contra Chris Raaber, Michael Kovac & Robert Ray Kreuzer en Night of Gladiators de la European Wrestling Association.
Además de hacer las mejores apariciones de los contendientes en función de su creciente reputación, O'Shaunessy también trajo consigo a Gran Bretaña su rivalidad de larga data con Galloway. Ya había luchado en la promoción de Galloway, British Championship Wrestling (BCW), dos veces en 2005, perdiendo ante Jay Phoenix el día antes de que Phoenix perdiera contra Galloway en marzo, y regresando en septiembre para derrotar a una de las principales estrellas de BCW, Wolfgang, a través de la cuenta fuera. En medio de su feudo de IWW al año siguiente, O'Shaunessy regresó a Escocia para participar en la gira Path to Glory de BCW, derrotando a Galloway en la primera noche pero concediéndole una derrota la noche siguiente en mayo. Aunque su feudo terminó en Irlanda en agosto de 2006, continuó en todo el Irish Sea cuando los dos lucharon para la promoción Real Quality Wrestling (RQW) el año siguiente. Los dos se enfrentaron por primera vez durante el show Taking On The World de abril, lo que terminó en una doble cuenta fuera. La falta de una decisión llevó a una revancha en junio, y la última de O'Shaunessy en el circuito independiente, donde Galloway se llevó la victoria en un No Holds Barred Match antes de un combate por el Campeonato Peso Pesado de RQW.

### World Wrestling Entertainment / WWE

#### Primeras apariciones y territorios de desarrollo (2006-2009)
El 13 de noviembre de 2006, O'Shaunessy y el luchador inglés Stu Sanders aparecieron en el programa de la World Wrestling Entertainment (WWE), Monday Night Raw, en el Manchester Evening News Arena como parte del equipo de seguridad que expulsó a D-Generation X del ringside, solo para que más tarde O'Shaunessy recibiera un Pedigree de Triple H. Al día siguiente, él y Galloway tuvieron una lucha de prueba uno contra el otro. Al año siguiente, en abril, recibió otras luchas de pruebas en Milán y Londres contra Galloway, así como Sanders, el talento de la WWE Jimmy Wang Yang y el exalumno de Monster Factory, Domino. Esto condujo a una oferta y firma de un contrato de desarrollo con WWE, momento en el que se mudó a los Estados Unidos.

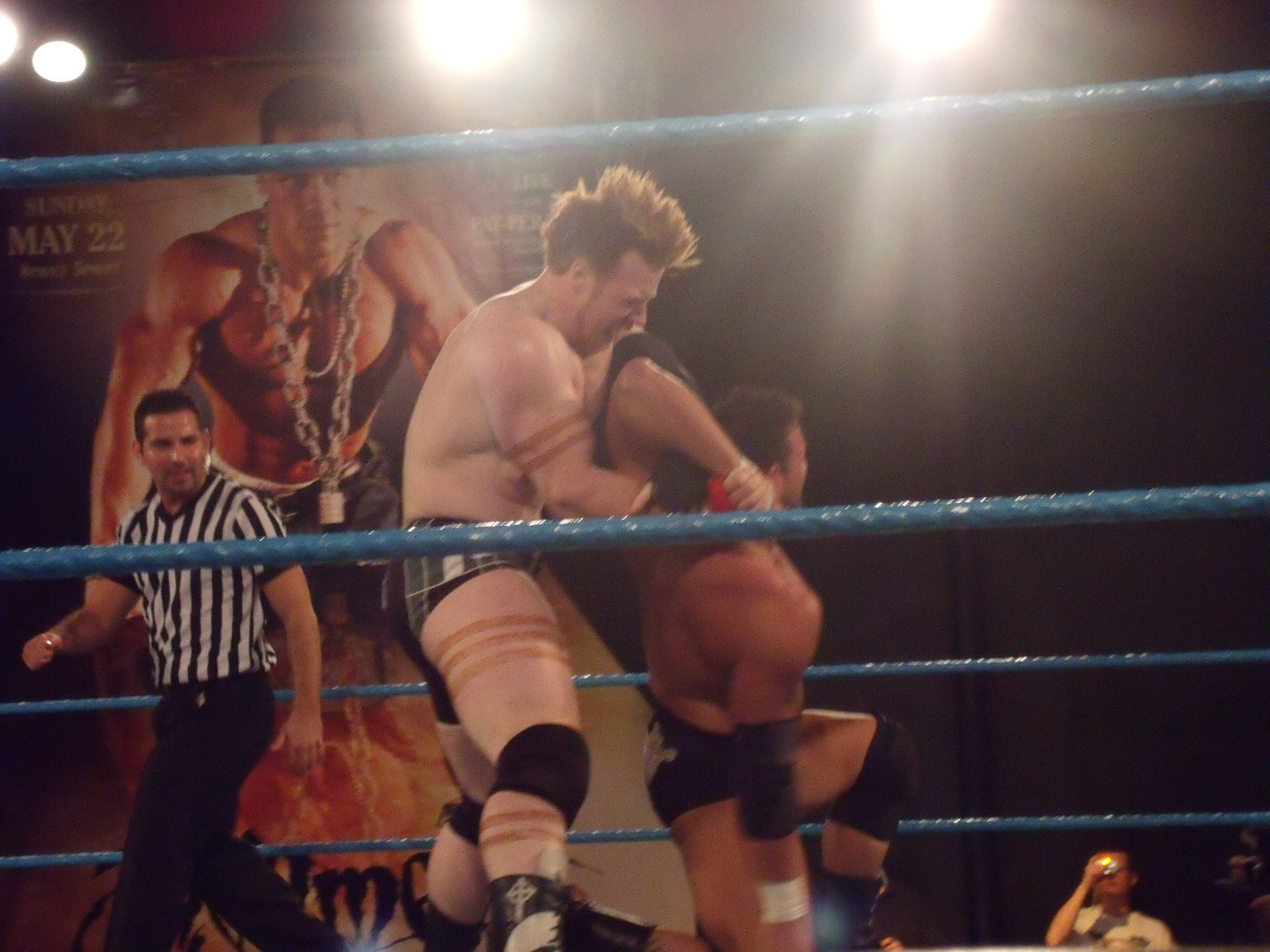
Sheamus perdió el Campeonato Mundial de Peso Pesado en Florida de la FCW ante Eric Escobar.

O'Shaunessy debutó en el territorio de desarrollo de la WWE, Florida Championship Wrestling (FCW), el 2 de octubre en un combate de doble debut con una victoria sobre Bryan Kelly. Mientras luchaba regularmente, no formó parte de ninguna rivalidad larga, pero luchó con varios equipos a corto plazo junto con Hade Vansen y Jake Hager antes de asociarse con Kafu (y dirigido por Dave Taylor) en el torneo para coronar a los inaugurales Campeones en Parejas de Florida de FCW. Avanzaron más allá de la primera ronda después de derrotar a The British Lions ("Thee Superstar" Christopher Gray & "The Rascal" Tommy Taylor), pero perdieron contra Brad Allen & Nick Nemeth en la segunda ronda.
En septiembre, O'Shaunessy había centrado su atención en la competencia individual y luchó para llegar a la cima del elenco, derrotando con éxito a su exsocio Hager para ganar el Campeonato Peso Pesado de Florida de FCW. Defendió el título contra Hager el 23 de octubre y se enfrentó a una serie de competidores, con Eric Escobar y Joe Hennig constantemente ganándose la batalla. Eventualmente, el 11 de diciembre, O'Shaunessy perdió el título ante Escobar en un Fatal 4-Way Match en el que también participaron Hennig y Drew McIntyre (anteriormente Drew Galloway).
O'Shaunessy pasó el 2009 persiguiendo oro, ganándose dos combates en enero y febrero contra los Campeones en Parejas de Florida de FCW Johnny Curtis y Tyler Reks, pero él y Ryback no tuvieron éxito en ambos intentos. En marzo volvió a desafiar a los dos por los títulos, esta vez con McIntyre como su compañero, pero no pudo vencerlos, ni pudo derrotar a McIntyre en una lucha por el Campeonato Peso Pesado de Florida de FCW el mes siguiente. Recibió una serie de oportunidades durante el resto del año, pero no pudo ganar más títulos antes de ser convocado al elenco principal de WWE, enfrentando sin éxito a PJ Black en una lucha por el Campeonato Peso Pesado de Florida de FCW.
El 22 de julio de 2008, O'Shaunessy compitió en un Dark Match en las grabaciones de SmackDown, perdiendo ante R-Truth. Al año siguiente, en mayo, O'Shaunessy comenzó a aparecer en los eventos en vivo de la marca Raw, y el 8 y 9 de mayo derrotó a Jamie Noble junto con otra victoria en un Dark Match sobre Noble antes de un episodio de Raw.

#### Campeón de WWE (2009-2010)
En el episodio del 30 de junio de 2009 de ECW, Farrelly hizo su debut no anunciado como heel bajo el nombre abreviado de Sheamus, derrotando rápidamente a un competidor local. Sheamus pronto entró en una rivalidad críticamente bien recibida con Goldust después de derrotarlo el 29 de julio. Después de intercambiar victorias en las semanas siguientes compitieron en un No Disqualification Match el 1 de septiembre que fue ganado por Sheamus. Luego de eso, Sheamus comenzó un feudo con Shelton Benjamin, el cual tuvo un combate decisivo el 27 de octubre que fue ganado por Sheamus.
Su rivalidad con Benjamin terminó prematuramente cuando Sheamus fue traspasado a la marca Raw. Hizo su debut en Raw el 26 de octubre, derrotando a Jamie Noble. Durante las siguientes semanas, continuó atacando a Noble, lo que provocó que se retirara (kayfabe) y, en lugar de competir, agredió al cronometrador y comentarista Jerry Lawler el 16 de noviembre. La semana siguiente, Sheamus apareció en su primer evento de pago por visión de la WWE, Survivor Series, donde formó parte del equipo de The Miz en un 5-on-5 Survivor Series Traditional Elimination Match. Eliminó a su paisano irlandés Finlay e hizo la cuenta final para eliminar al capitán rival John Morrison y sobrevivir junto con The Miz y su antiguo rival Drew McIntyre.

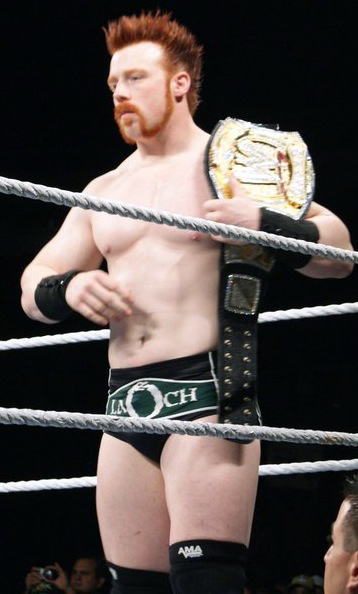
A los seis meses de debutar en la WWE, Sheamus recibió un gran push, ganando el Campeonato de la WWE tras derrotar a John Cena.

La noche siguiente en Raw, Sheamus ganó un "Break-Through" Battle Royal para los luchadores que nunca habían ganado un campeonato mundial, para convertirse en el contendiente #1 por el Campeonato de WWE de John Cena. Inmediatamente después en la firma del contrato, Sheamus atravesó la mesa con el cuerpo de Cena, y el anfitrión invitado de Raw, Jesse Ventura, anunció que competirían en un Tables Match. El 13 de diciembre en TLC: Tables, Ladders & Chairs, Sheamus derrotó a Cena para ganar el Campeonato de WWE, su primer campeonato en la WWE, convirtiéndose en el primer Campeón de WWE nacido en Irlanda. Además, capturó el título mundial a tan solo 166 días desde su debut en la WWE, por lo que es el tercer tiempo más corto para capturar un título desde su debut en WWE/ECW. La noche siguiente en Raw, Sheamus fue galardonado con el Slammy Award a la "Superestrella Revelación del Año". Sheamus haría su primera defensa del título en el último episodio de Raw del año 2009, siendo descalificado en una revancha contra Cena. El 31 de enero de 2010 en Royal Rumble, Sheamus derrotó a Randy Orton por descalificación para retener el Campeonato de WWE, luego de la interferencia del compañero de equipo de Orton, Cody Rhodes. El 21 de febrero en Elimination Chamber, Sheamus perdió el Campeonato de WWE en un Elimination Chamber Match después de ser eliminado por Triple H. Durante el combate, Sheamus sufrió una conmoción cerebral y como resultado no asistió a Raw la noche siguiente. A su regreso, atacó a Triple H en venganza, estableciendo un combate en WrestleMania XXVI, donde Sheamus fue derrotado. El mes siguiente en Extreme Rules, Sheamus atacó a Triple H al comienzo del espectáculo y luego lo derrotó en un Street Fight Match. Después de una serie de patadas en la cabeza para ganar, continuó su ataque después de que el combate finalizó lo que provocó que Triple H se mantuviera alejado de la televisión durante diez meses.
El 20 de junio en Fatal 4-Way, Sheamus ganó un Fatal 4-Way Match, tras la interferencia de The Nexus que le permitió cubrir a John Cena, para ganar el Campeonato de WWE por segunda vez en su carrera y ser nombrado el centésimo reinado del Campeonato de WWE en la historia. Derrotó a Cena en un Steel Cage Match para retener el campeonato el 18 de julio en Money in the Bank, luego de que The Nexus interfiriera nuevamente. Sheamus retuvo el título contra Randy Orton el 15 de agosto en SummerSlam por descalificación. El 19 de septiembre en Night of Champions, Sheamus perdió el Campeonato de WWE ante Randy Orton en un Six-Pack Challenge, el cual también incluyó a John Cena, Chris Jericho, Edge y Wade Barrett. Sheamus recibió su revancha por el título el 3 de octubre en Hell in a Cell, pero fue nuevamente derrotado por Orton en un Hell in a Cell Match.
Luego de eso, en el episodio del 11 de octubre de Raw, Sheamus derrotó a Daniel Bryan para clasificar en el equipo de Raw para el evento Bragging Rights. En el evento, el equipo de Raw fue derrotado por el equipo de SmackDown, siendo Sheamus eliminado junto con Big Show por cuenta fuera cuando ambos peleaban fuera del ring. Después de eso, Sheamus comenzó un feudo con John Morrison después de que Morrison ayudara a Santino Marella a derrotar sorpresivamente a Sheamus. Durante las siguientes semanas, Morrison salvó a Marella de los constantes ataques de Sheamus. En Survivor Series, Morrison derrotó a Sheamus.

#### King Sheamus y ganador del Royal Rumble (2010-2012)
Luego de esa serie de derrotas, Sheamus se recuperó el 29 de noviembre, con victorias sobre Kofi Kingston y John Morrison para ganar el torneo King of the Ring, después de recibir un ascenso inmediato durante la segunda ronda. Como King Sheamus, se enfrentó a Morrison nuevamente en TLC: Tables, Ladders & Chairs en un Ladder Match por un contrato para una futura lucha por el Campeonato de WWE, pero fue derrotado.

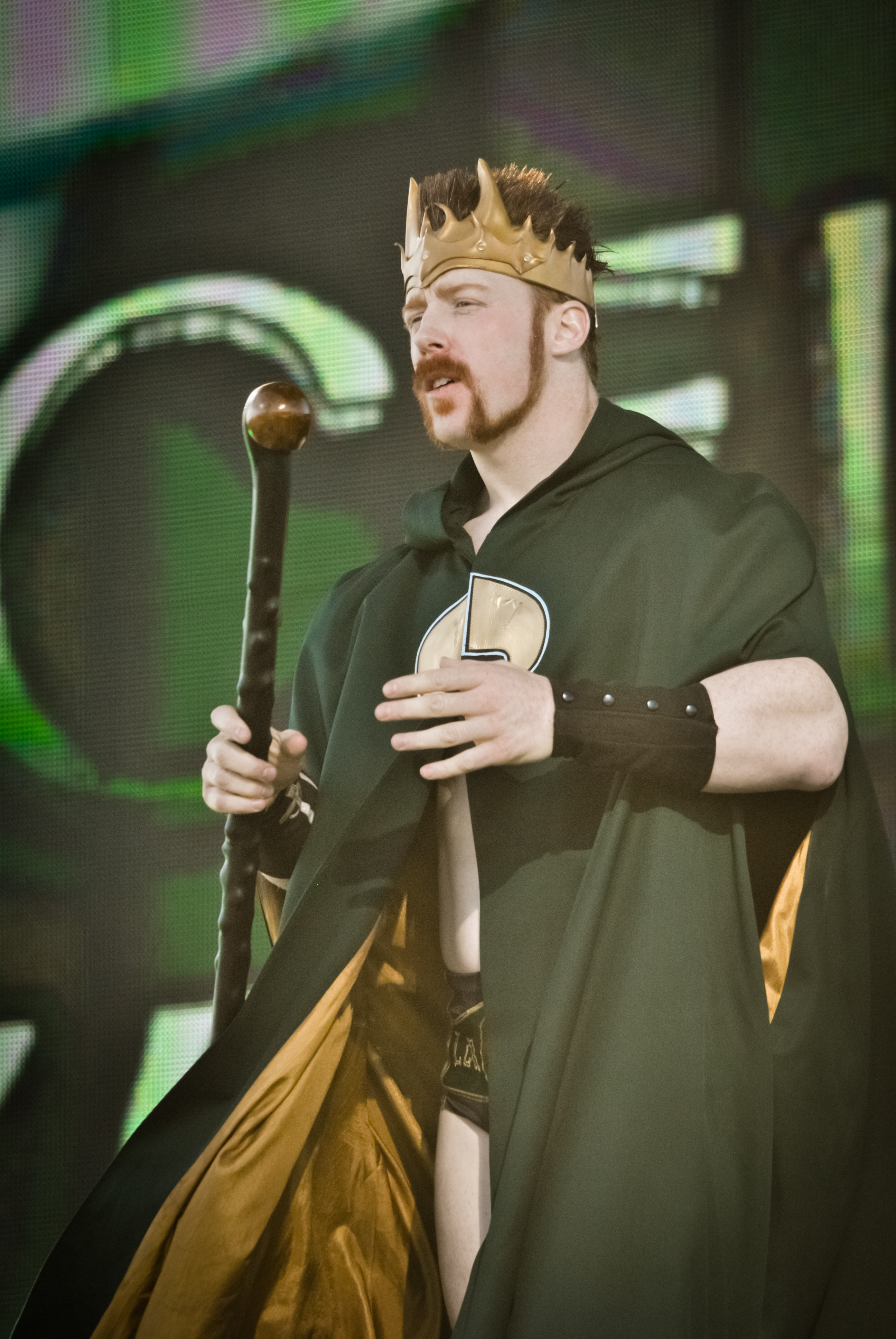
Tras ganar en 2010 el torneo King of the Ring, Farrelly cambió su nombre momentáneamente a King Sheamus.

Entrando en 2011, continuó perdiendo ante Morrison en una mezcla de combates individuales y por equipos. En el episodio del 3 de enero de Raw, Sheamus se enfrentó a Randy Orton y Wade Barrett en un Steel Cage Match para determinar al nuevo contendiente #1 por el Campeonato de WWE, pero el combate fue ganado por Orton. El 30 de enero en Royal Rumble, Sheamus participó en su primer Royal Rumble Match (el cual consistió de 40 hombres en esa edición), pero no logró ganar tras ser eliminado por Orton. La noche siguiente en Raw, Sheamus participó en un 7-man Battle Royal para determinar al contendiente #1 por el Campeonato de WWE, siendo el último eliminado por el eventual ganador Jerry Lawler. Al no ganar la lucha, pasó a formar parte de un Elimination Chamber Match en Elimination Chamber para determinar al próximo contendiente por el título en WrestleMania XXVII, pero fue eliminado por Morrison. El 28 de febrero en Raw, Triple H hizo su regreso y se vengó de la lesión de diez meses que le provocó Sheamus al aplicarle un Pedigree sobre la mesa de comentaristas. El 7 de marzo en Raw, después de perder una lucha contra Daniel Bryan, Sheamus lo desafió a una revancha por el Campeonato de los Estados Unidos de Bryan, con su carrera en la WWE en juego. La siguiente semana en Raw, Sheamus dejó de usar el nombre de King Sheamus y derrotó a Bryan, ganando su primer Campeonato de los Estados Unidos y conservando su trabajo en la empresa. La revancha entre Sheamus y Bryan tuvo lugar con un Lumberjack Match el 3 de abril, durante el pre-show de WrestleMania XXVII, y terminó sin resultado luego de la interferencia de los leñadores. La noche siguiente en Raw, Sheamus retuvo el Campeonato de los Estados Unidos contra Bryan en una revancha. En el Draft Suplementario, Sheamus fue traspasado a la marca SmackDown e hizo su debut en el episodio del 29 de abril, atacando a Kofi Kingston. Trajo consigo el Campeonato de los Estados Unidos a SmackDown, pero el título fue enviado nuevamente a Raw en Extreme Rules luego de que lo perdiera ante Kingston en un Tables Match.
El 25 de mayo en SmackDown, Sheamus ganó una oportunidad por el Campeonato Mundial Peso Pesado tras derrotar a Christian y Mark Henry en un Triple Threat Match, la cual usó en el episodio del 3 de junio de SmackDown, donde fue derrotado por el campeón Randy Orton debido a un arbitraje sesgado por parte de Christian. Dos semanas más tarde, perdió un combate contra Christian, por lo que no tuvo oportunidad de competir en la lucha por el Campeonato Mundial Peso Pesado en Capitol Punishment. Después de la lucha, Sheamus recibió un punt kick por parte de Orton, lo que lo dejó fuera de la acción durante un par de semanas. En el episodio del 1 de julio de SmackDown, Sheamus hizo su regreso atacando a Orton y Christian durante la firma de contrato de su lucha por el Campeonato Mundial Peso Pesado en Money in the Bank. En el evento, Sheamus compitió en el Money in the Bank Ladder Match, pero el ganador fue Daniel Bryan.
En el episodio del 29 de julio de SmackDown, Sheamus confrontó y atacó a Mark Henry por ser un matón, cambiando a face por primera vez en su carrera en el proceso. Debido a eso, ambos iniciaron un feudo que los llevó a una lucha en SummerSlam, donde fue derrotado. Luego de eso, Sheamus comenzó un feudo con Christian, quien le costó a Sheamus una racha de catorce victorias consecutivas. El feudo aumentó cuando, en Night of Champions, Sheamus atacó a Christian cuando este reclamaba una oportunidad por el Campeonato Mundial Peso Pesado. Durante ese feudo, Sheamus derrotó a Christian en tres enfrentamientos consecutivos en Hell in a Cell, Vengeance y el 11 de noviembre en SmackDown. En Survivor Series, Sheamus formó parte del equipo de Randy Orton en un 5-on-5 Survivor Series Traditional Elimination match contra el equipo de Wade Barrett, siendo Sheamus eliminado por descalificación. En TLC: Tables, Ladders & Chairs, el gerente general de SmackDown, Theodore Long, pactó una lucha entre Sheamus y Jack Swagger, en donde Sheamus salió victorioso.
A inicios de 2012, Sheamus logró llevar una racha de doce victorias consecutivas, incluyendo su victoria en el Royal Rumble Match en Royal Rumble. Sheamus ingresó al combate con el número 22 y ganó tras eliminar finalmente a Chris Jericho para ganar una oportunidad titular en el evento principal de WrestleMania XXVIII.

#### Campeón Mundial Peso Pesado (2012-2013)

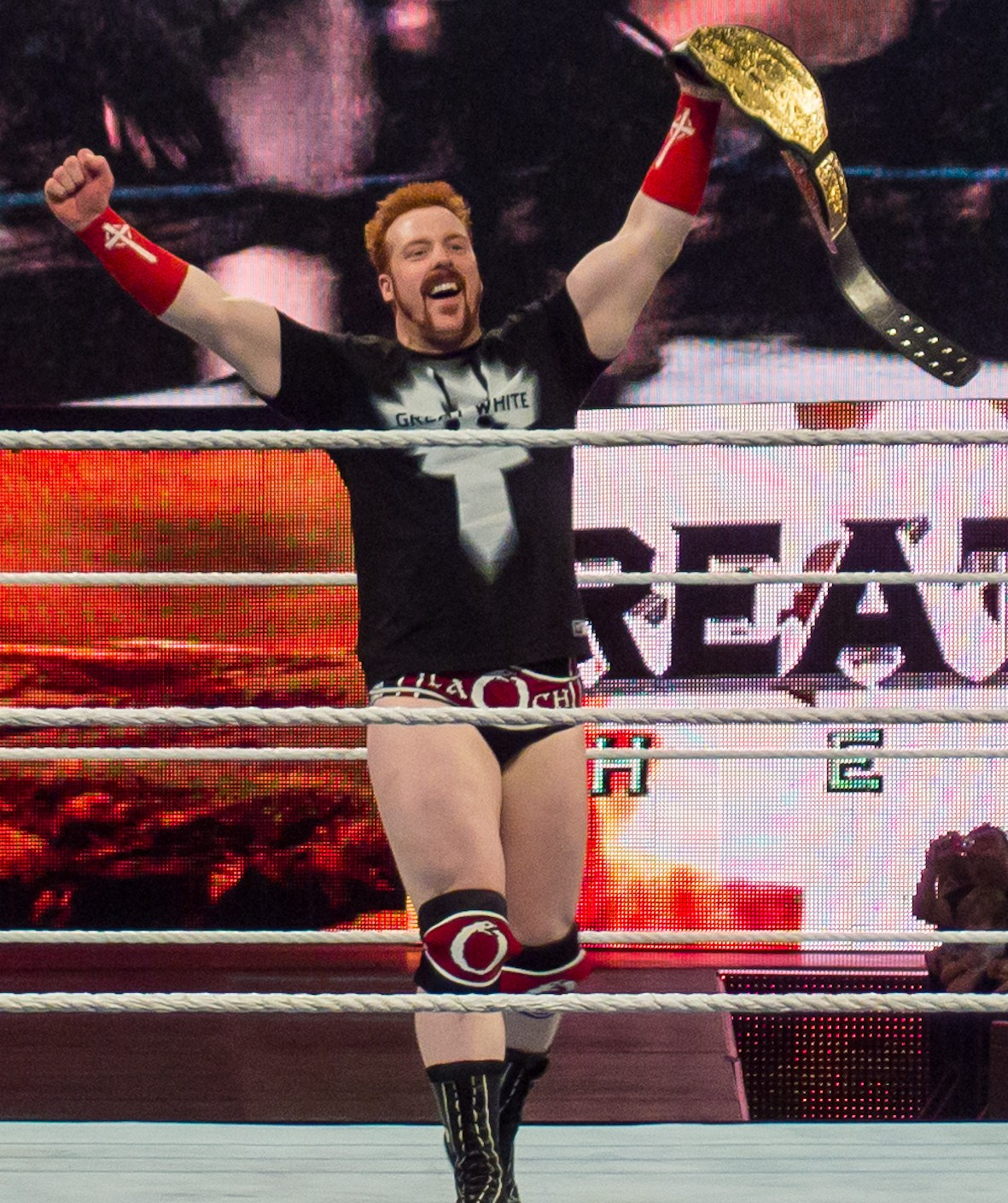
Sheamus como Campeón Mundial Peso Pesado en abril de 2012.

El 19 de febrero en Elimination Chamber, Sheamus atacó al Campeón Mundial Peso Pesado Daniel Bryan luego de que Bryan retuviera el título en un Elimination Chamber Match, desafiando así a Bryan y derrotándolo para ganar el Campeonato Mundial Peso Pesado el 1 de abril en WrestleMania XXVIII, en un récord de 18 segundos. En el episodio del 6 de abril de SmackDown, Sheamus fue derrotado por Alberto del Río por descalificación en una lucha no titular, lo que le valió a del Río un futuro combate por el título, por lo que comenzó un feudo entre los dos. El 29 de abril en Extreme Rules, Sheamus defendió con éxito el Campeonato Mundial Peso Pesado contra Bryan en un 2-out-of-3 Falls Match. Luego de eso, Sheamus volvió a su rivalidad con del Río, la cual finalmente comenzó a incluir a Chris Jericho y Randy Orton. La rivalidad entre ellos culminó en un Fatal 4-Way Match por el Campeonato Mundial Peso Pesado el 20 de mayo en Over the Limit, donde Sheamus cubrió a Jericho para retener el título. A pesar de eso, del Río ganó otra oportunidad por el título en el episodio del 25 de mayo de SmackDown, pero sufrió una conmoción una semana antes de su lucha en No Way Out y tuvo que ser reemplazado por Dolph Ziggler; Sheamus retuvo el título en el combate. Sheamus pasó a retener el título contra del Rio durante los próximos meses, incluso en Money in the Bank, SummerSlam y Night of Champions. El 28 de octubre en Hell in a Cell, Sheamus perdió el Campeonato Mundial Peso Pesado ante Big Show, poniéndole fin a su reinado de 210 días, el cual fue el tercero más largo en la historia del título.
Sheamus se enfrentó a Show en una lucha por el Campeonato Mundial Peso Pesado en noviembre en Survivor Series, derrotando a Show por descalificación, sin poder ganar el título. Después, Sheamus golpeó repetidamente a Show con una silla de acero. Esto los llevó a un Chairs Match el 16 de diciembre en TLC: Tables, Ladders & Chairs, donde Sheamus nuevamente no pudo recuperar el título. En el episodio del 24 de diciembre de Raw, Sheamus derrotó a Show en un Lumberjack Match sin el título en juego.
El 27 de enero de 2013 en Royal Rumble, Sheamus ingresó en el Royal Rumble Match con el número 11, eliminando a otras cinco superestrellas antes de que Ryback lo eliminara. Después de ser un objetivo frecuente de The Shield, Sheamus ganó venganza contra el grupo cuando se unió con John Cena y Ryback para atacarlos. Esto condujo a un 6-Man Tag Team Match en Elimination Chamber, donde The Shield salió victorioso. A finales de febrero, Sheamus se asoció con Randy Orton durante su feudo con The Shield. Durante las siguientes semanas, Sheamus y Orton se salvaron mutuamente de los ataques de The Shield y Big Show. En el episodio del 15 de marzo de SmackDown, Sheamus y Orton pudieron elegir un tercer compañero para enfrentarse a The Shield en un 6-Man Tag Team Match en WrestleMania 29 y eligieron a Ryback. Tres días más tarde en Raw, sin embargo, Ryback fue reservado para otro combate en el evento, dejando el lugar disponible. Más tarde esa noche, Big Show los salvó a los dos de un ataque de The Shield y fue reclutado como su compañero. El 7 de abril en WrestleMania 29, Sheamus, Orton & Show fueron derrotados por The Shield, después de lo cual ambos hombres fueron noqueados por Show. La noche siguiente en Raw, Sheamus y Orton se enfrentaron en una lucha en donde el ganador enfrentaría a Show, sin embargo, el combate terminó sin resultado después de que Show interfiriera. Luego de eso, Sheamus & Orton derrotaron a Show en dos 2-on-1 Handicap Matches en SmackDown y Raw, ganando la primera por cuenta fuera y la segunda por pinfall.

#### Campeón de los Estados Unidos (2013-2014)
Más tarde ese mes, Sheamus volvió a entrar en un feudo con Mark Henry después de que los dos se atacaran repetidamente entre bastidores. Sheamus y Henry se desafiaron el uno al otro en pruebas de fuerza, pero con Sheamus incapaz de superar a Henry, recurrió a simplemente atacarlo. Después de que Sheamus atacara a un Henry vinculado a los comentarios durante un combate, Henry azotó a Sheamus con un cinturón, lo que provocó un Strap Match el 19 de mayo en Extreme Rules, donde Sheamus salió victorioso. Luego de eso, Sheamus comenzó un feudo con Damien Sandow, cuando Sandow organizó una serie de desafíos mentales en SmackDown, y Sheamus interrumpió repetidamente tratando de resolver esos desafíos. Sin embargo, cuando Sheamus no pudo resolver los acertijos, recurrió a la violencia física. El 16 de junio durante el kick-off de Payback, Sheamus derrotó a Sandow en una lucha individual. La noche siguiente en Raw, Sheamus fue derrotado por Sandow & Cody Rhodes en un 2-on-1 Handicap Match después de que Sandow lo cubriera con un roll-up. La rivalidad culminó en un Dublin Street Fight Match en el episodio del 28 de junio de SmackDown, donde Sheamus salió victorioso. El 14 de julio en Money in the Bank, Sheamus compitió en el WWE Championship Money in the Bank Ladder Match, pero no tuvo éxito ya que Randy Orton ganó el combate. Durante el combate, Sheamus sufrió un hematoma en su muslo izquierdo después de haber sido arrojado a una escalera horizontal, lo que le impidió competir esa semana. Sheamus regresó a la acción dentro del ring en el episodio del 22 de julio de Raw, perdiendo ante el campeón Mundial Peso Pesado Alberto del Río en una lucha sin el título en juego. El 7 de agosto, la WWE confirmó que Sheamus había sufrido un desgarro en el hombro que requeriría cirugía, y se esperaba que perdiera entre cuatro y seis meses de acción en el ring.

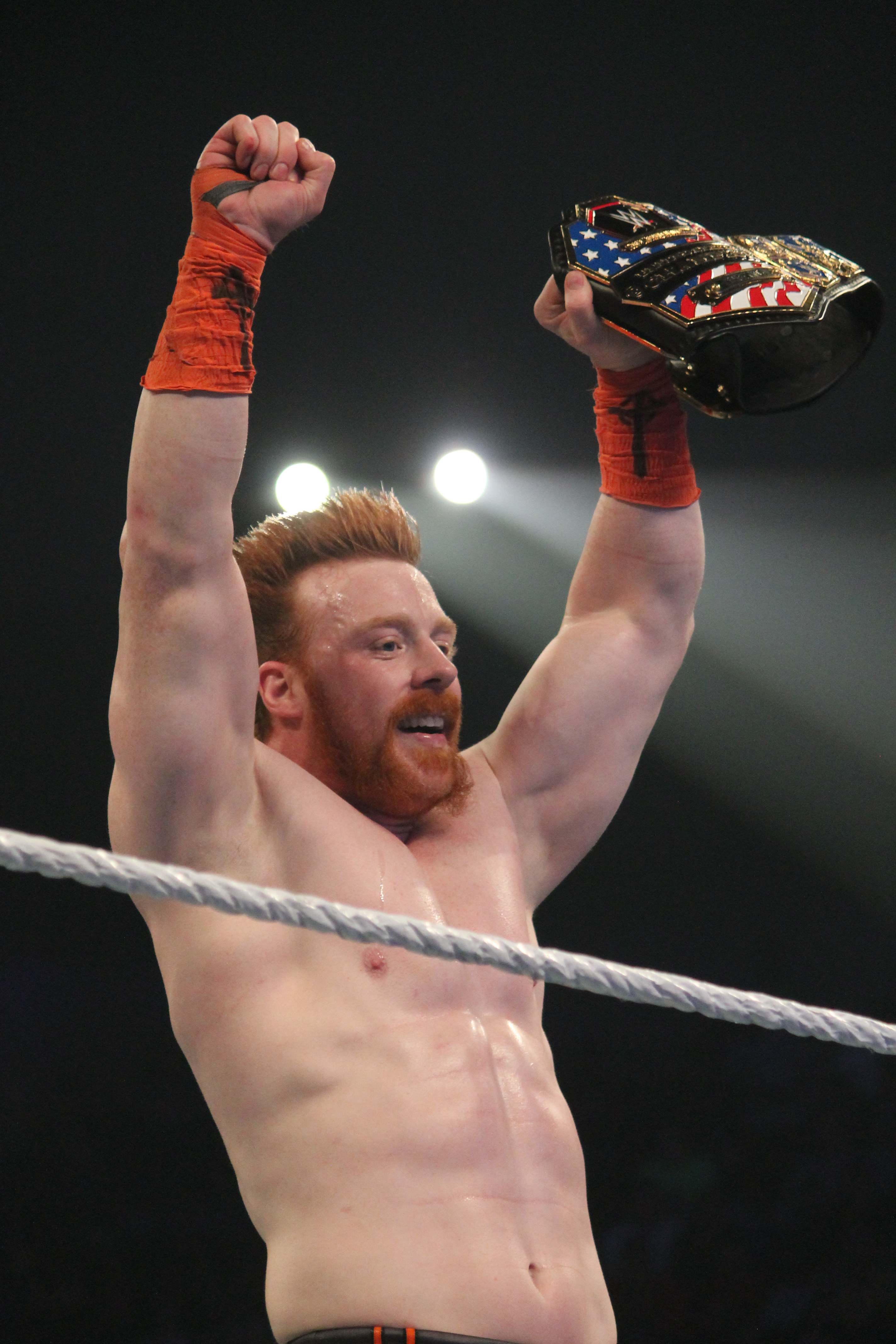
Sheamus durante su segundo reinado como Campeón de los Estados Unidos.

El 26 de enero de 2014 en Royal Rumble, Sheamus regresó como un participante sorpresa en el Royal Rumble Match; fue el penúltimo eliminado por Roman Reigns. La noche siguiente en Raw, Sheamus, Daniel Bryan y John Cena clasificaron en un Elimination Chamber Match por el Campeonato Mundial Peso Pesado de WWE en Elimination Chamber; fue eliminado por Christian en dicho combate. Esto comenzó una breve disputa entre los dos, en la cual Sheamus salió victorioso constantemente. Formó parte de los últimos cuatro sobrevivientes en el André the Giant Memorial Battle Royal en WrestleMania XXX, antes de que él y Alberto Del Rio se eliminaran mutuamente. El 14 de abril en Raw, Sheamus participó en un torneo para determinar al contendiente #1 por el Campeonato Intercontinental. Avanzó a la siguiente ronda al derrotar a Jack Swagger, antes de perder contra Bad News Barrett en las semifinales el 21 de abril en Raw.
En el episodio del 5 de mayo de Raw, Sheamus ganó un 20-Man Battle Royal para ganar el Campeonato de Estados Unidos por segunda vez en su carrera, eliminando finalmente al campeón anterior Dean Ambrose. Luego de eso, Sheamus comenzó un feudo con Cesaro y su mánager Paul Heyman, el cual culminó con una lucha titular entre Sheamus y Cesaro en Payback, la cual ganó Sheamus. El 9 de junio en Raw, Sheamus derrotó a Bad News Barrett para calificar en un Ladder Match por el vacante Campeonato Mundial Peso Pesado de WWE en Money in the Bank; dicho combate fue ganado por John Cena. En el episodio del 4 de julio de SmackDown, Sheamus retuvo el Campeonato de Estados Unidos frente a Alberto del Río. El 8 de julio en Main Event, Sheamus volvió a retener el título ante del Río en un Last Man Standing Match. Tras eso, Sheamus participó en un Battle Royal por el vacante Campeonato Intercontinental en Battleground; el combate fue ganado por The Miz. Sheamus defendió con éxito el título contra Cesaro en Night of Champions, y contra The Miz en Hell in a Cell. Sin embargo, perdió el título ante Rusev el 3 de noviembre en Raw, en un combate emitido exclusivamente en WWE Network que le puso fin a su reinado a los 182 días. Después de esto, Sheamus fue sacado de la televisión cuando él y Big Show fueron atacados por Rusev y Mark Henry, lo que le permitió a Sheamus tomarse un tiempo libre debido a una cirugía.

#### The League of Nations (2015-2016)

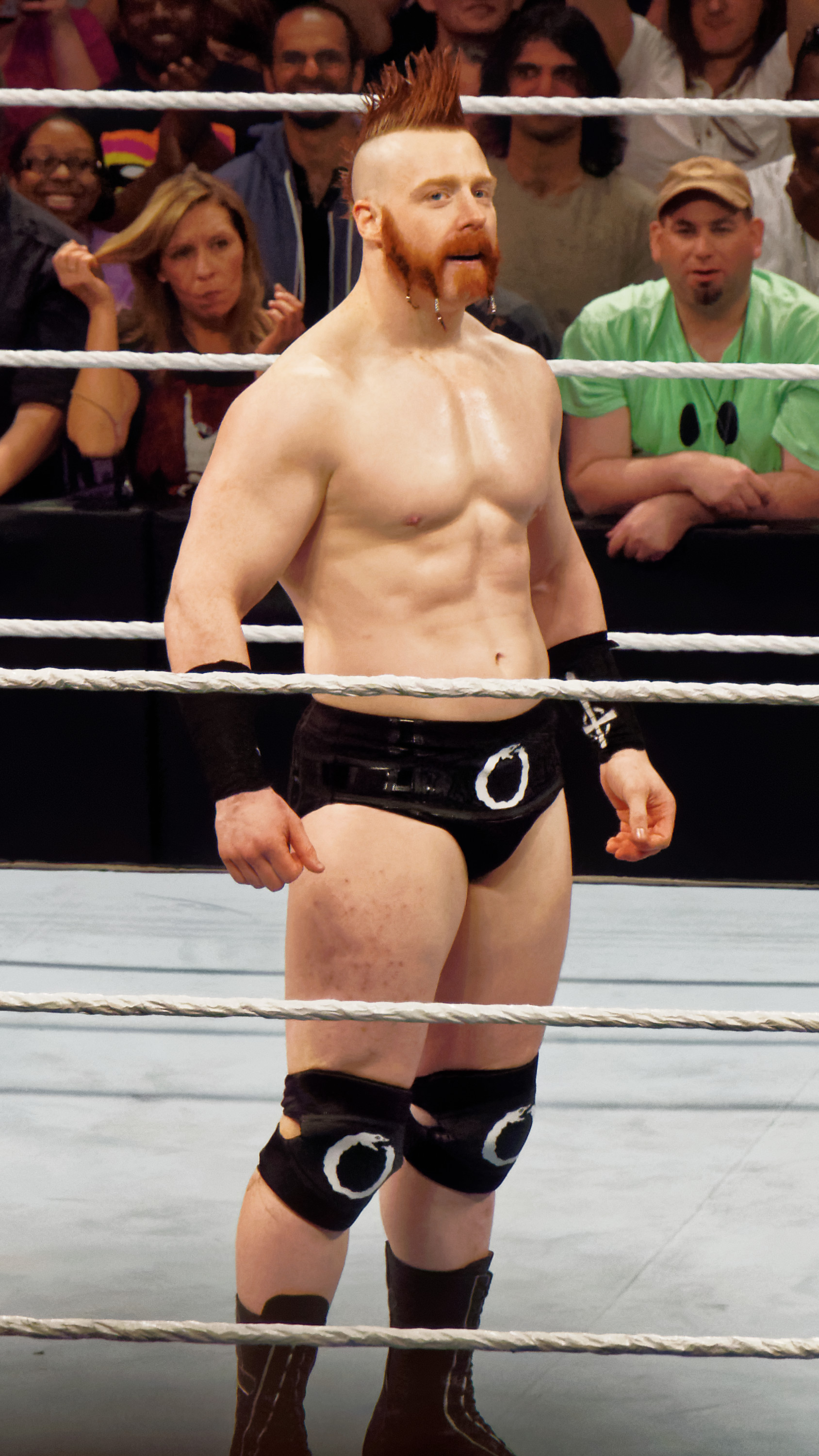
Sheamus en marzo de 2015.

En el episodio del 30 de marzo en Raw, el día después de WrestleMania 31, Sheamus hizo su regreso con un cambio drástico en su aspecto (el cual incluía un corte de cabello mohicano y trenzas en la barba) para salvar a Daniel Bryan y Dolph Ziggler de un ataque de Bad News Barrett, pero luego de eso atacó a Bryan y Ziggler, cambiando con eso a heel por primera vez desde 2011. Días después en SmackDown, Sheamus explicó lo que hizo afirmando que "la era de los perdedores había terminado", y como resultado de eso inició una rivalidad con Ziggler. En el episodio del 16 de abril de SmackDown, Sheamus anunció que se enfrentaría a Ziggler en un Kiss Me Ass Match en Extreme Rules, el cual perdió. Sin embargo, Sheamus se negó a seguir la estipulación y en su lugar hizo que Ziggler besara su trasero, a pesar de haber perdido. En Payback, Sheamus derrotó a Ziggler en una revancha. En Elimination Chamber, Sheamus compitió en un Elimination Chamber Match por el vacante Campeonato Intercontinental, pero no tuvo éxito ya que el combate fue ganado por Ryback. En Money in the Bank, Sheamus ganó el Money in the Bank Ladder Match para ganar el maletín Money in the Bank por el Campeonato Mundial Peso Pesado de WWE. Tras eso, Sheamus inició un nuevo feudo con Randy Orton, quien también había participado en el Money in the Bank Ladder Match. En Battleground, Sheamus perdió ante Orton, pero logró derrotarlo en una lucha de revancha en SummerSlam.
El 20 de septiembre en Night of Champions, después de la victoria de Seth Rollins sobre Sting, Sheamus lo atacó por sorpresa para tratar de cobra el maletín, pero antes de que pudiera hacerlo Kane hizo su regreso tras haber sido lesionado por Brock Lesnar, aplicándole un Chokeslam tanto a Rollins como a Sheamus, quedando ambos tirados en el ring. Tras esto, Sheamus comenzó a hacer equipo con King Barrett. El 12 de octubre en Raw, Sheamus & Barrett derrotaron a Cesaro & Neville. La siguiente semana en Raw, Sheamus & Barrett junto con Rusev derrotaron a Cesaro, Neville & Dolph Ziggler. El 25 de octubre durante el kick-off de Hell in a Cell, Sheamus, Barrett & Rusev fueron derrotados por Cesaro, Neville & Ziggler en una lucha de revancha.
En noviembre, Sheamus participó en un torneo por el vacante Campeonato Mundial Peso Pesado de WWE, sin embargo fue eliminado en la primera ronda por Cesaro. En Survivor Series, se enfrentó junto con King Barrett & The New Day a Ryback, The Lucha Dragons & The Usos en un 5-on-5 Survivor Series Traditional Elimination Match, pero fueron derrotados. Esa misma noche, gracias a la ayuda de Triple H, Sheamus hizo efectivo su contrato Money in the Bank contra Roman Reigns después de que este ganara el vacante Campeonato Mundial Peso Pesado de la WWE tras derrotar a Dean Ambrose en la final del torneo, ganando de esa manera por tercera vez en su carrera dicho campeonato y aliándose así con Triple H y The Authority. El 30 de noviembre en Raw, Sheamus anunció que había formado su propio grupo llamado The League of Nations junto con King Barrett, Rusev y Alberto del Río debido a que los cuatro miembros eran nacidos fuera de los Estados Unidos. Además, proclamó su reinado del campeonato como "Sheamus 5:15" (un juego de palabras parecido al que usaba Steve Austin (Austin 3:16) con la duración del reinado de Reigns en Survivor Series que fue de 5 minutos con 15 segundos).
En TLC: Tables, Ladders & Chairs, Sheamus retuvo el campeonato ante Roman Reigns en un Tables, Ladders and Chairs Match gracias a la ayuda de The League of Nations. Después del combate, Reigns atacó a Sheamus y Triple H. Eso los llevó a otra lucha por el título la noche siguiente en Raw, en donde si Reigns perdía sería despedido de la WWE. En esa lucha, Sheamus fue derrotado por Reigns a pesar de una interferencia de Mr. McMahon, poniéndole fin a su reinado a los 22 días.

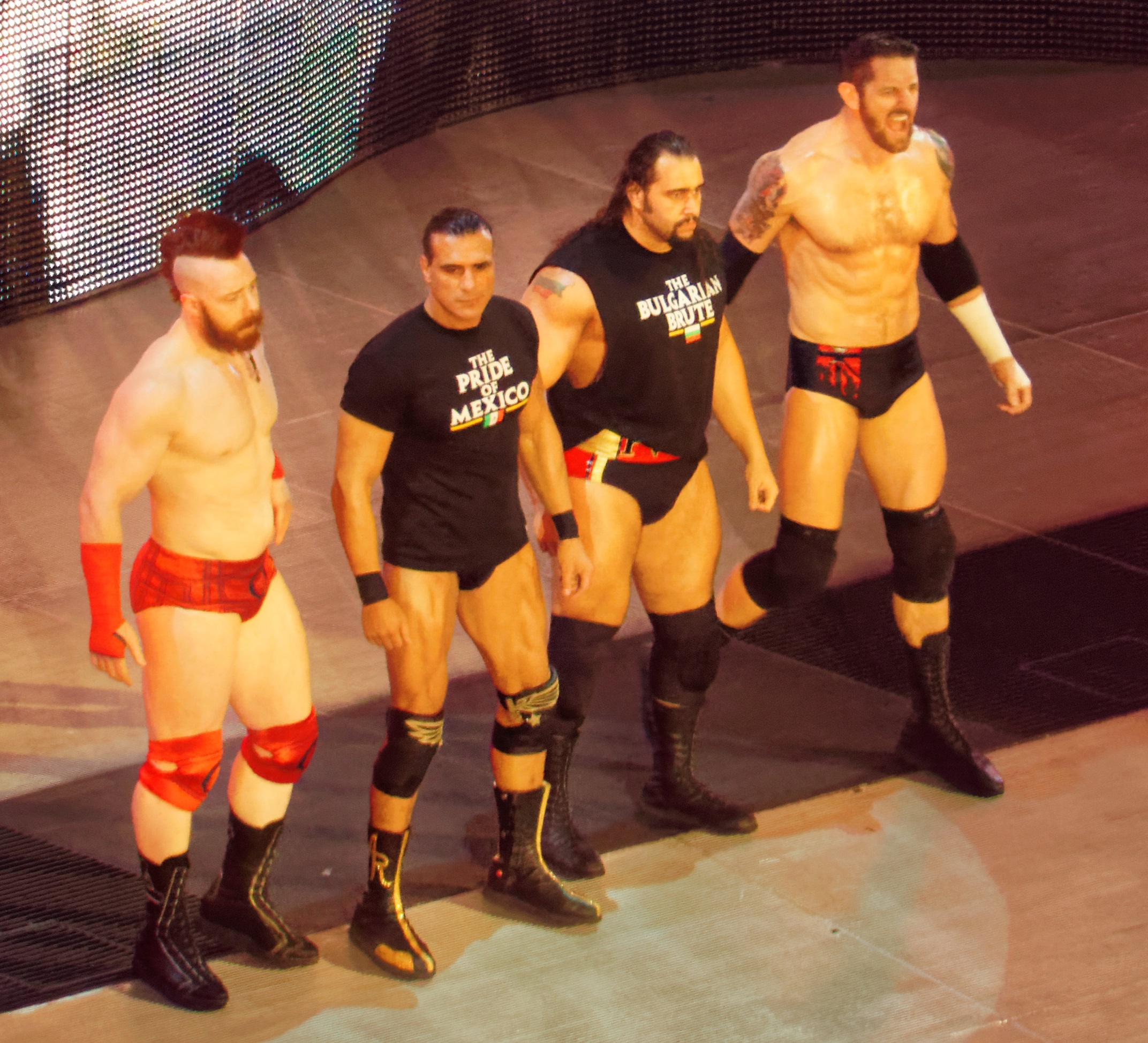
The League of Nations en abril de 2016.

El 4 de enero de 2016 en Raw, Sheamus no logró recuperar el título en una lucha contra Roman Reigns con Mr. McMahon como árbitro especial invitado. El 24 de enero en Royal Rumble, Sheamus participó en el Royal Rumble Match por el Campeonato Mundial Peso Pesado de WWE como el número 29, en donde llegó hasta los cuatro finalistas antes de ser eliminado por Reigns.
En Fastlane, los Campeones en Parejas de WWE The New Day comenzaron a burlarse de The League of Nations, llamando al grupo "The League of Booty". Luego de eso, The New Day siguió burlándose de The League of Nations en varios segmentos y sátiras, mientras que al mismo tiempo disputaban contra otros equipos. En Roadblock, Sheamus & King Barrett fueron derrotados por The New Day en una lucha por los Campeonatos en Parejas de WWE. La noche siguiente en Raw, The New Day derrotó a Alberto del Río & Rusev en otra lucha titular, lo que provocó que los cuatro miembros de The League atacaran The New Day después del combate. Luego de eso, The League of Nations desafió y derrotó a The New Day en un 6-Man Tag Team Match en WrestleMania 32. Después del combate, fueron confrontados y atacados por Mick Foley, Stone Cold Steve Austin y Shawn Michaels. La noche siguiente en Raw, Barrett & Sheamus se enfrentaron a The New Day en otro combate por los títulos, pero volvieron a ser derrotados. Después de la lucha, The League of Nations culpó a Barrett por ser el "eslabón débil" y lo atacaron, expulsándolo del grupo antes de que el resto del equipo fuera atacado por The Wyatt Family. La disputa se suspendió en un mes cuando Bray Wyatt sufrió una lesión, lo que llevó a Alberto Del Rio a decir que The League of Nations podría dividirse pronto como resultado.
En el episodio del 28 de abril de SmackDown, durante una lucha entre The League of Nations contra Cesaro, Kalisto & Sami Zayn, Rusev y Alberto del Río abandonaron el ring, causando que Sheamus hiciera lo mismo, por lo que perdieron el combate por cuenta fuera. En backstage, los tres tuvieron un altercado, en donde Sheamus dejó tendidos a sus compañeros en el suelo y les dijo que The League of Nations había terminado, confirmando con eso el final del grupo. En el episodio del 2 de mayo de Raw, los tres miembros del antiguo grupo participaron en un Battle Royal para determinar al contendiente #1 por el Campeonato de Estados Unidos. Rusev ganó el combate y eliminó tanto a Sheamus como a del Río. En el episodio del 23 de mayo de Raw, Sami Zayn derrotó a Sheamus para calificar en el Money in the Bank Ladder Match. En Money in the Bank, después de una disputa con Apollo Crews en las semanas previas al evento, Sheamus fue derrotado por Crews.

#### The Bar (2016-2019)
El 19 de julio en SmackDown, debido al Draft y a la nueva separación de marcas, Sheamus fue mandado a Raw. En el episodio del 25 de julio de Raw, Sheamus fue parte de un Fatal 4-Way Match para determinar al contendiente #1 por el inaugural Campeonato Universal de WWE, el combate fue ganado más tarde por Roman Reigns. Luego de eso, Sheamus comenzaría una rivalidad con Cesaro, después de perder ante Cesaro en el episodio del 1 de agosto de Raw, los dos continuarían peleando después de la lucha con los oficiales de seguridad teniendo que separarlos. En el episodio del 8 de agosto de Raw, después de perder ante Cesaro en una revancha, Sheamus le costaría más tarde el Campeonato de Estados Unidos después de interferir en su combate improvisado en el evento principal contra Rusev. La semana siguiente, el gerente general de Raw, Mick Foley, puso a Sheamus y Cesaro en un Best of Seven Series por una futura oportunidad titular, y la primera lucha se llevó a cabo el 21 de agosto en el kick-off de SummerSlam, la cual ganó Sheamus. Sheamus derrotaría a Cesaro en el segundo y tercer combate, pero perdió ante Cesaro en el cuarto, quinto y sexto combate. En Clash of Champions, la última lucha terminó sin resultado, dejando la serie empatada en 3-3. La noche siguiente en Raw, Mick Foley decidió hacer que los dos recibieran una oportunidad por los Campeonatos en Parejas de Raw. Más tarde esa noche, derrotaron a dos competidores locales, pero aun así no podían estar de acuerdo en sus decisiones. En Hell in a Cell, hicieron efectiva su oportunidad titular contra The New Day, ganando el combate pero por descalificación, por lo que no ganaron los títulos.
En el episodio del 7 de noviembre de Raw, Cesaro y Sheamus fueron anunciados como parte de Team Raw para el Traditional Survivor Series Elimination Tag Team Match el 20 de noviembre en Survivor Series, el cual ganó el Team Raw con Cesaro y Sheamus como únicos sobrevivientes del equipo. La noche siguiente en Raw, Sheamus & Cesaro nuevamente no lograron capturar los campeonatos de The New Day. Después de insinuar una ruptura, la pareja se metió en una pelea en un bar con hombres que los ofendieron y finalmente comenzaron a cooperar entre sí, convirtiendo a Sheamus en tweener (los fanáticos todavía lo abucheaban mientras que animaban a Cesaro, pero su anterior maldad como heel se había ido). El 18 de diciembre en Roadblock: End of the Line, Sheamus & Cesaro derrotaron a The New Day para ganar los Campeonatos en Parejas de Raw, marcando el primer campeonato en parejas de Sheamus tanto en la WWE como en toda su carrera de lucha libre.
El 29 de enero en el kick-off de Royal Rumble, Sheamus y Cesaro perdieron los Campeonatos en Parejas de Raw ante Luke Gallows & Karl Anderson, y no pudieron recuperarlos después de que The Hardy Boyz ganaran los títulos en WrestleMania 33.

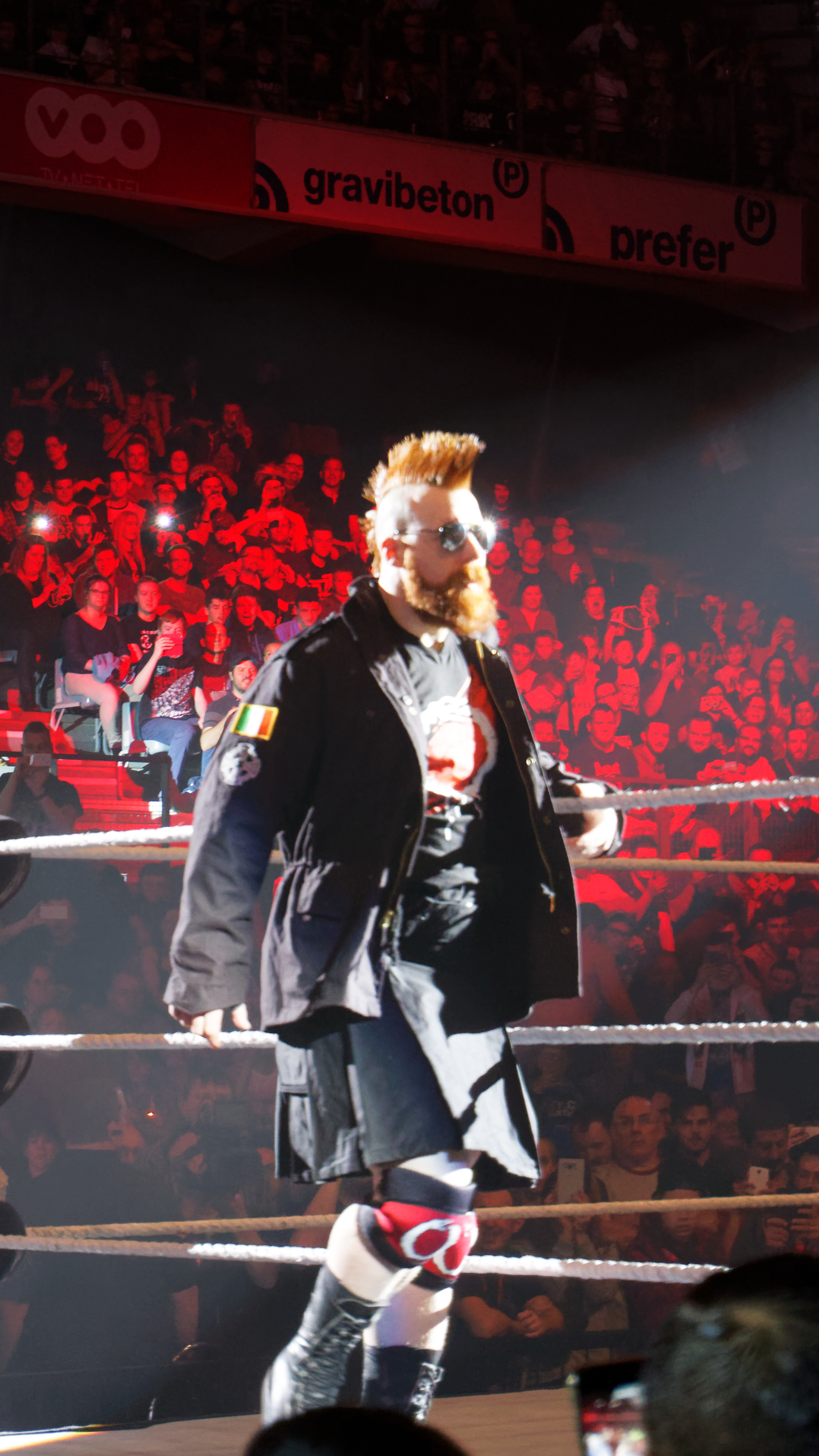
Sheamus en mayo de 2017.

Tanto Sheamus como Cesaro se convertirían en heel atacando a The Hardy Boyz después de no poder recuperar los títulos en Payback. A partir de entonces, sus entradas se sincronizaron aún más, ya que ambos llevaban el mismo atuendo en ellas. Luego de eso, ganaron un Tag Team Turmoil Match para ganar otra oportunidad por los títulos en Extreme Rules. El combate se convirtió en un Steel Cage Match después de que Matt Hardy derrotara a Sheamus en el episodio del 22 de mayo de Raw en un combate donde el ganador elegiría la estipulación para el combate de Extreme Rules. En el evento, Cesaro & Sheamus derrotaron a The Hardy Boyz para ganar los Campeonatos en Parejas de Raw por segunda vez, convirtiendo a Cesaro en tres veces campeón y a Sheamus en dos veces campeón, al mismo tiempo que marcaron la primera derrota de The Hardy Boyz desde su regreso a la WWE. El dúo hizo su primera defensa televisada de los títulos contra The Hardy Boyz en el episodio del 12 de junio de Raw en un 2-out-of-3 Falls Match en el que los dos equipos empataron 1-1 luego de ambos recibieran la cuenta fuera durante la última caída. Defendieron los títulos contra The Hardy Boyz en Great Balls of Fire en un 30-minutes Iron Man Tag Team Match con un marcador de 4-3.
Cesaro & Sheamus perdieron los Campeonatos en Parejas de Raw ante el equipo de Seth Rollins & Dean Ambrose en SummerSlam. Esa lucha llamó la atención cuando Cesaro rompió el kayfabe y se dirigió a la multitud para agarrar una pelota de playa que había sido lanzada y destruida, recibiendo elogios de colegas y fanáticos que sentían que tales objetos eran una distracción irrespetuosa para las superestrellas de la WWE; posteriormente la WWE prohibió pelotas de playa en otros eventos. El equipo perdió su revancha por los títulos contra Rollins & Ambrose en No Mercy. Cesaro y Sheamus se aliaron con The Miz, Kane y Braun Strowman para ir en contra del reformado grupo The Shield y Kurt Angle, quien reemplazó a Roman Reigns después de que no fuera autorizado médicamente para competir, en un 5-on-3 Handicap Tables, Ladders and Chairs Match en TLC: Tables, Ladders & Chairs, pero fueron derrotados. En la edición del 6 de noviembre de Raw, el dúo recuperó los títulos tras derrotar a Rollins & Ambrose, ganando los títulos por tercera vez. En Survivor Series, los Campeones en Parejas de SmackDown The Usos derrotaron a Sheamus & Cesaro en un Interbrand Champion vs. Champion Match. Más adelante, Cesaro & Sheamus perdieron los títulos ante Rollins & Jason Jordan en la edición navideña de Raw. Ese mismo mes, Sheamus confesó que tiene estenosis espinal.

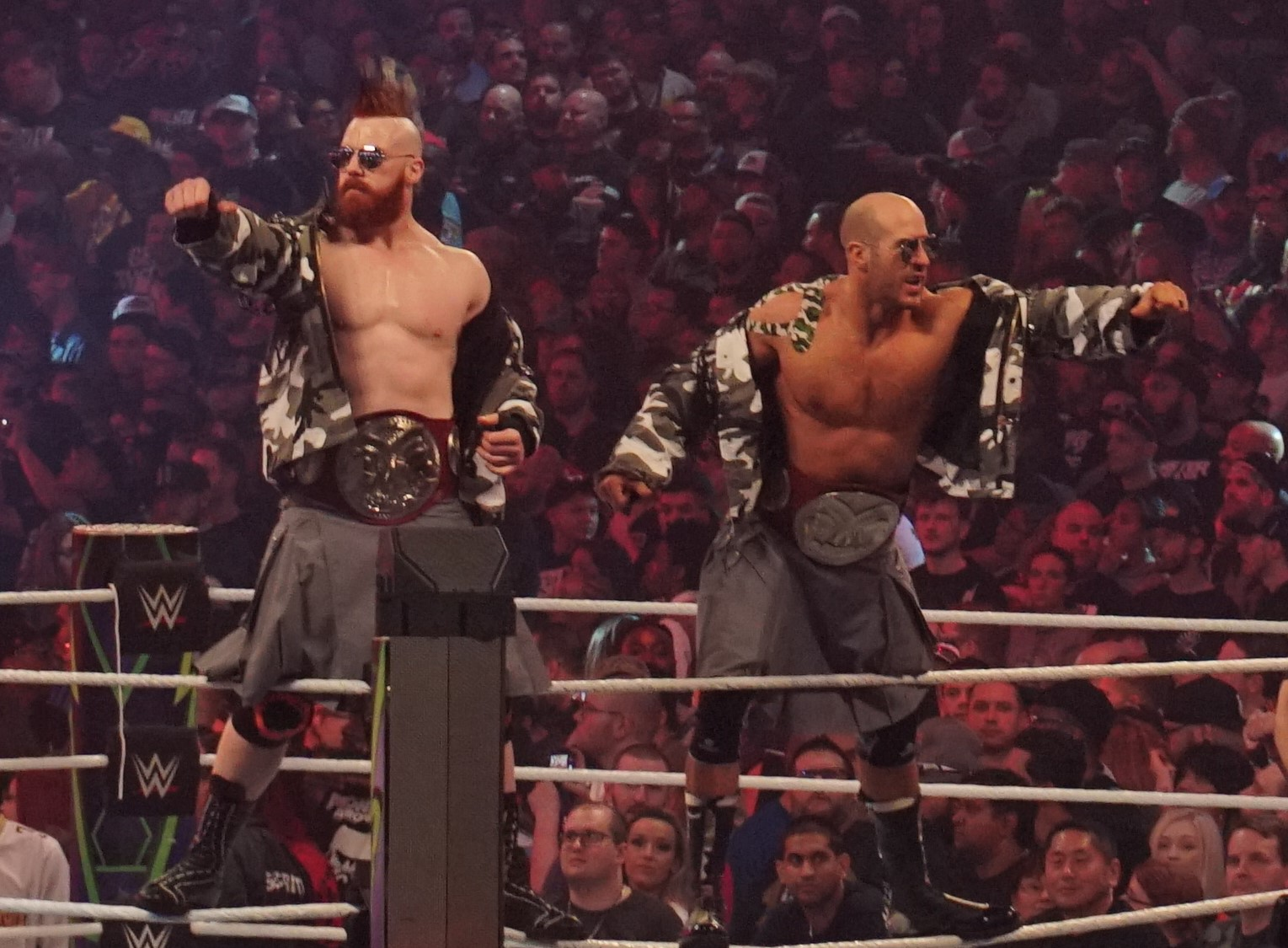
Cesaro & Sheamus como los Campeones en Parejas de Raw en WrestleMania 34.

Cesaro y Sheamus recuperaron los títulos en Royal Rumble, estableciendo el récord de mayor número de reinados como equipo con cuatro. Antes de eso, Sheamus había participado en el Royal Rumble Match como el número 11 y Heath Slater lo eliminó rápidamente y solo duró 2 segundos en el combate. Después de varias derrotas consecutivas ante Titus Worldwide (Titus O'Neil y Apollo) en Raw, Sheamus y Cesaro defendieron los títulos contra los dos en Elimination Chamber, reteniendo con éxito. Después de que Braun Strowman ganara por su cuenta un Tag Team Battle Royal para determinar a los contendientes #1 por los títulos en WrestleMania 34 en el episodio del 12 de marzo de Raw, Strowman declaró que revelaría su compañero misterioso en el evento. En el evento, Strowman reveló que su compañero era un fanático de 10 años llamado Nicholas. Sheamus & Cesaro fueron derrotados por Strowman & Nicholas, por lo que perdieron los títulos y, a su vez, convirtieron a Nicholas en el campeón más joven de cualquier tipo en la historia de la WWE. El 17 de abril, como parte del Superstar Shake-up, Cesaro & Sheamus fueron traspasados a SmackDown. A pesar del intercambio, todavía tuvieron la oportunidad de ganar los Campeonatos en Parejas de Raw al enfrentar a Matt Hardy & Bray Wyatt en Greatest Royal Rumble en Jeddah, Arabia Saudita, pero no pudieron ganar los títulos.
Luego de eso, el equipo entró en un pequeño feudo con The New Day, siendo derrotados por ellos en una lucha de clasificatoria al Men's Money in the Bank Ladder Match en Money in the Bank. Después de varias semanas de ausencia, Cesaro y Sheamus hicieron su regreso a finales de julio para participar en un torneo para determinar a los contendientes #1 a los Campeonatos en Parejas de SmackDown, venciendo a The Usos para avanzar a la final, donde fueron derrotados por The New Day. Después de no poder volver a ser los contendientes #1, el equipo finalmente recibió una oportunidad titular. El 6 de octubre en el evento Super Show-Down, Cesaro & Sheamus no pudieron ganar los títulos al ser derrotados por The New Day. Sin embargo, el 16 de octubre en SmackDown 1000, Cesaro & Sheamus derrotaron a The New Day para capturar los títulos por primera vez gracias a una interferencia de Big Show. Más tarde, anunciaron que Big Show formaría parte de The Bar. El 2 de noviembre en el evento Crown Jewel, desde  Riad, Arabia Saudita, The Bar retuvo los títulos ante The New Day después de que Big Show noqueara con un KO Punch a Big E, mientras que el árbitro estaba distraído. Sheamus y Cesaro perdieron ante los Campeones en Parejas de Raw Authors of Pain en un combate campeones vs. campeones sin los títulos en juego en Survivor Series. El 24 de noviembre en el evento en vivo Starrcade, The Bar derrotó a los tres integrantes de The New Day para retener los Campeonatos en Parejas de SmackDown. En el episodio del 27 de noviembre de SmackDown, Sheamus y Cesaro tuvieron una discusión con Big Show tras bastidores, lo que hizo que se separara del equipo de manera definitiva. En TLC: Tables, Ladders & Chairs, The Bar retuvo de manera exitosa los títulos ante The New Day y The Usos en un Triple Threat Match.
En el episodio del 8 de enero de 2019, de SmackDown, Sheamus y Cesaro aceptaron un desafío de The Miz y Shane McMahon, lo que los llevaría a una lucha por los Campeonatos en Parejas de SmackDown en Royal Rumble, en la que perdieron los títulos. Dos noches después en SmackDown, The Bar fue derrotado por The Usos en un Fatal 4-Way Match para determinar a los nuevos contendientes número uno a los títulos, donde también compitieron The New Day (Big E & Kofi Kingston) y Heavy Machinery (Otis Dozovic & Tucker Knight). Luego de eso, The Bar perdió luchas por equipos ante The New Day, #DIY (Tommaso Ciampa & Johnny Gargano), The Hardy Boyz, y Aleister Black & Ricochet durante los siguientes dos meses en SmackDown. En Fastlane, derrotaron a Kofi Kingston en un 2-on-1 Handicap Tornado Match.
En WrestleMania 35, The Bar fue derrotado por The Usos por los títulos, el cual también involucró a Black & Ricochet y Shinsuke Nakamura & Rusev. La noche siguiente en SmackDown, Sheamus sufrió una conmoción cerebral en un Six-man Tag Team Match contra The New Day. Dos semanas después, Cesaro fue traspasado a la marca Raw, y no se sabía si Sheamus lo seguiría allí. Luego, Cesaro confirmó en una entrevista en mayo que The Bar había terminado.

#### Regreso como luchador individual (2019-2021)
El 19 de septiembre, se informó que Sheamus estaba curado y listo para regresar al ring. A finales de diciembre de 2019, se emitieron unas viñetas que anunciaban su regreso, las cuales mostraban que regresaba muy pronto para recuperar lo que había dejado atrás en el pasado desde hace ocho meses de inactividad. Durante su ausencia, Sheamus se dejó crecer el cabello renaciendo los días de Celtic Warrior.
En el episodio del 3 de enero hizo su regreso atacando a Shorty G, tras aparentemente salvarlo de un ataque de The Revival, comenzando un feudo. En el episodio del 10 de enero, explicó que atacó a Gable porque este encarnaba lo malo de SmackDown. En Royal Rumble y en el episodio de SmackDown posterior al evento, derrotó a Shorty G.
En el episodio del 7 de febrero, derrotó a Apollo Crews y en el episodio del 14 de febrero, derrotó a Crews y Gable en un 2-on-1 Handicap Match, finalizando su feudo con este último. En el episodio del 7 de marzo, derrotó a Apollo Crews para terminar su rivalidad.
Después de derrotar a jobbers a mediados de abril, comenzó un feudo con Jeff Hardy a principios de mayo luego de que Sheamus lo acusará de ser un adicto al alcohol. Como parte de un torneo por el Intercontinental Championship que estaba vacante, Sheamus fue derrotado por Hardy en la primera ronda. Sin embargo, en el episodio del 29 de mayo, compitió en un 10-Man Battle Royal para reemplazar a Hardy, quien fue arrestado por causar un accidente automovilístico a Elias en las horas de la tarde (kayfabe), ganando el combate para enfrentarse a Daniel Bryan en la lucha principal de esa noche, pero fue derrotado por una interferencia de Hardy.
Luego de que Hardy explicará que era inocente debido al incidente que ocurrió la semana pasada, Sheamus le atacó con una Brogue Kick. En el episodio del 12 de junio, se confirmó un combate entre ambos en Backlash. Durante la firma de contrato de esa misma noche, estuvo presente en una prueba de alcoholemia de Hardy para comprobar si era drogadicto o no. Hardy hizo la prueba y cuando comenzó a explicar sobre su condición, le lanzó su "enjuague" a Sheamus, quien tuvo que ser atendido y efectivamente, Hardy dio negativo en los resultados de la prueba. En el evento, Sheamus salió victorioso. Debido a esto, comenzó a mandar invitaciones a Hardy con el objetivo de humillarlo para aprovecharse de su condición de salud durante las siguientes semanas. El 10 de julio, se anunció un combate de revancha entre ellos en un Bar Fight Match para Extreme Rules. Sin embargo, la lucha fue pospuesta para el episodio del 29 de julio, donde fue derrotado por la aparición del alter ego de Hardy: Brother Nero, finalizando de esta manera su feudo.
En el episodio del 7 de agosto, Sheamus se enfrentó contra Matt Riddle en un combate individual, que perdió por descalificación debido a la interferencia de Shorty Gable, a quien atacó después de la lucha. Más tarde, confrontó a Corbin por ordenarle a Gable a atacar a Riddle, cambiando a tweener. Sin embargo, a Corbin también le causó una descalificación durante una lucha contra Hardy, por lo que le retó a una lucha para arreglar su disputa, saliendo Sheamus victorioso tras una interferencia de Riddle. En el episodio del 14 de agosto, derrotó a Gable por su intromisión en el combate de la semana anterior. En el episodio del 21 de agosto, se enfrentó contra Big E, pero fue derrotado por un altercado de algunos luchadores de la marca para impedir otro ataque de RETRIBUTION. En el episodio del 28 de agosto, Sheamus junto a The Miz y John Morrison fueron derrotados por Big E y Heavy Machinery (Otis & Tucker) en un Six Man Tag Team Match debido a que Morrison lo empujó accidentalmente a mitad del combate y esto provocó que abandonará a sus compañeros, llevándolos a la derrota. Se pactó una lucha entre ambos en Payback, donde fue derrotado nuevamente por Big E.
En el episodio del 4 de septiembre, Sheamus participó en un Fatal 4-Way Match que involucró a Matt Riddle, King Corbin y Jey Uso (quien reemplazó a Big E, luego de que este fuera atacado con un White Noise por el irlandés encima de un auto a principios de la noche) para definir al retador del Campeonato Universal de Roman Reigns en Clash Of Champions, pero fue derrotado luego de que Uso cubriera a Riddle para ganar el combate. Debido a esto, en el episodio del 11 de septiembre, hizo equipo con Corbin para enfrentarse ante Reigns y Uso en un Tag Team Match, pero fueron derrotados luego de que Reigns lo cubriera. En el episodio del 18 de septiembre, junto a Corbin fueron derrotados nuevamente por los samoanos en un Samoan Street Fight Match. Esa misma noche, fue atacado por un mecánico que resultó ser Big E (quien regresaba del ataque que el irlandés le hizo hace dos semanas), comenzando un breve feudo entre ellos.
En el episodio del 2 de octubre, derrotó a Shorty Gable en un breve combate. En el episodio del 9 de octubre, se enfrentó ante Big E en un Falls Count Anywhere Match, pero fue derrotado. En el episodio del 12 de octubre, fue transferido a Raw en la cuarta ronda como la vigésima selección como parte del Draft. Cuatro noches después en SmackDown, tuvo su último combate en un Six Man Tag Team Match haciendo equipo con Cesaro y Shinsuke Nakamura siendo derrotados por The New Day (Kofi Kingston, Xavier Woods & Big E) en un The New Day's Farewell Match, terminando su feudo con Big E. Dos noches después en Raw, fue derrotado por Kofi Kingston. Sin embargo, en el episodio del 26 de octubre, Sheamus derrotó a Riddle para clasificar al primer puesto del Team Raw en Survivor Series.
En el episodio del 2 de noviembre, compitió en un Triple Threat Match entre Keith Lee y Braun Strowman, quien ganó el combate para clasificar al equipo de Raw. En el episodio del 9 de noviembre, se encontró con su amigo Drew McIntyre y le ofreció unirse al equipo de la marca roja, pero McIntyre dijo que estaba ocupado en otros asuntos. Esa misma noche, hizo equipo junto a Strowman para enfrentarse ante Riddle y Keith Lee en un Tag Team Match, pero ambos empezaron a discutir y esto ocasionó que fueran derrotados por los integrantes del Team Raw con AJ Styles como árbitro especial invitado, quien realizó la cuenta de tres de Riddle sobre Sheamus. En el episodio del 16 de noviembre, junto a Riddle, Strowman y Lee fueron derrotados por RETRIBUTION (Ali, T-Bar, Mace & Slapjack) en un Eight Man Tag Team Match, luego de que Alí cubriera a Riddle. En Survivor Series, Sheamus eliminó a Seth Rollins y el resto de sus compañeros consiguieron eliminar a cada uno de los integrantes del Team SmackDown con un sorprendente 5-0.
Debido a que ninguno de los miembros no fueron eliminados del Team Raw, en el episodio del 23 de noviembre Sheamus y los demás integrantes exigieron una oportunidad de enfrentarse ante Drew McIntyre por el Campeonato de la WWE, por lo que Adam Pearce pactó tres combates y el ganador de cada combate de esa misma noche, clasificará a un Triple Threat Match en la semana siguiente para definir al retador de McIntyre en TLC. En el primer combate, Sheamus fue derrotado por Riddle, mientras que el segundo y tercer combate lo ganaron Keith Lee (quien derrotó a Bobby Lashley por descalificación) y AJ Styles (quien derrotó a Randy Orton). En el episodio del 30 de noviembre, fue invitado al segmento de MizTv por The Miz, quien le insultó por decirle que su carrera era un chiste y luego de que se negó a ayudar a The Miz a canjear el maletín de Money In The Bank, fue atacado por Miz y Morrison, convirtiendo a Sheamus en face desde mayo de 2017. Esa misma noche, junto a McIntyre derrotaron a Miz y Morrison en un Tag Team Match por descalificación, debido a una interferencia de AJ Styles.
La siguiente semana, Sheamus se asoció una vez más con McIntyre para enfrentarse ante The Miz, Morrison y Styles en un 2-on-3 Handicap Match, siendo derrotados debido a que atacó accidentalmente a McIntyre. Más tarde tras bastidores, se atacaron mutuamente y durante la pelea, Pat Buck terminó atacado por ellos. A pesar de esto, se hicieron las paces nuevamente. En el episodio del 14 de diciembre para probar en honor de su amistad con el escocés, Sheamus se enfrentó ante Styles en una lucha individual, pero fue derrotado. En el episodio del 21 de diciembre, Sheamus junto a McIntyre y Keith Lee derrotaron a Miz, Morrison y Styles dentro de un Six Man Tag Team Match en un Holiday Street Fight Match. Sin embargo, Sheamus atacó a Lee después del combate, lo que estableció una lucha entre ellos para la semana siguiente. En el episodio del 28 de diciembre, se enfrentó ante Lee en una lucha donde el ganador recibiría una oportunidad titular por el WWE Championship, pero fue derrotado por Lee.
A principios de 2021, comenzó una breve alianza con Keith Lee, luego de que este lo derrotara en una lucha individual, esa misma noche derrotaron a The Miz y Morrison Dos semanas después, Sheamus derrotó a Morrison en un breve combate pero más adelante perdió ante John Morrison & The Miz en un 2-on-1 Handicap Match. 4 noches después, Sheamus hizo una aparición en SmackDown, junto a Daniel Bryan, Big E, Shinsuke Nakamura y Otis derrotando a AJ Styles, Sami Zayn, Cesaro, The Miz y John Morrison. 2 noches después, participó en el Royal Rumble Match en Royal Rumble con la entrada #27, pero fue eliminado por Braun Strowman. A la noche siguiente en Raw, felicitó a McIntyre por su victoria en Royal Rumble, pero luego lo atacó a traición con una Brogue Kick, revelando que su amistad como amigos durante veinte años terminó y fingió ser su amigo para buscar una oportunidad por su campeonato, cambiando a heel. Más tarde esa noche, McIntyre aceptó su reto tras bastidores, empezando un feudo entre ellos. La semana siguiente, interfirió durante la lucha entre McIntyre y Randy Orton provocando la victoria de descalificacion para Orton, pero siendo atacado por McIntyre con una Claymore, la siguiente semana en Raw, ganó un Gauntlet Match para entrar de último lugar en la Elimination Chamber Match. En Elimination Chamber, luchó por el Campeonato de la WWE, sin poder llevarse la victoria tras ser eliminado por Styles en penúltimo lugar. 
A la noche siguiente en Raw, derrotó a Jeff Hardy y debido a su victoria, retó a McIntyre a una lucha individual.
En el episodio del 1 de marzo, Sheamus se enfrentó ante McIntyre en una lucha individual, pero fue derrotado. Después de interrumpir y atacar a McIntyre durante una promo al decirle que no había terminado con él, el escocés pidió un No Disqualification Match para esa misma noche, la cual terminó en doble cuenta para ambos tras atacarse mutuamente con escaleras metálicas. La siguiente semana, McIntyre anunció que se enfrentaría ante Sheamus dentro de un Last Man Standing Match para Fastlane, haciendo oficial la lucha, esa misma noche se enfrentó ante Bobby Lashley (a quien atacó a comienzos de la noche) en una lucha no titular, siendo derrotado y atacado por Lashley a pesar de recibir la ayuda de McIntyre. Cuatro días después, la lucha entre ellos se modificó a un No Holds Barred Match en Fastlane, donde Sheamus fue derrotado una vez más, finalizando el feudo. En el Raw del 22 de marzo, fue derrotado una vez más por Lashley, tras hacerlo rendir con el Hurt Lock. Más tarde tras bastidores, Sheamus atacó a Riddle, lo cual se pactó un combate no titular entre ellos en el Raw del 29 de marzo, donde Sheamus salió victorioso y como resultado, se ganó una oportunidad por el Campeonato de los Estados Unidos de la WWE de Riddle en WrestleMania 37. En WrestleMania 37, derrotó a Riddle ganando el Campeonato de los Estados Unidos de la WWE por tercera vez.
Después de esto, Sheamus comenzó a realizar desafíos abiertos por el U.S Championship a partir del episodio del 19 de abril. Su reto fue respondido por Humberto Carrillo, a quien atacó antes de que comenzara la lucha. En el episodio del 26 de abril, Sheamus siguió haciendo su reto, hasta que Carrillo volvió a responder y esta vez lo contraatacó, comenzando un pequeño feudo entre ambos. En SummerSlam, fue derrotado por Damian Priest perdiendo el Campeonato de los Estados Unidos de la WWE, terminando con un reinado de 137 días. 

#### The Brawling Brutes (2021-2024)
Como parte del Draft 2021, Sheamus fue trasladado a la marca SmackDown. En noviembre, Sheamus formó una alianza con Ridge Holland, luego de que este se refiriera a él como su ídolo, y lo ayudara a ganar algunos de sus combates. En el Kick-Off de Day 1, junto a Holland, derrotó a Cesaro y Ricochet. Sheamus derrotó a Ricochet consecutivamente en los episodios del 14 y 21 de enero de SmackDown y a la siguiente en SmackDown, junto a Holland derrotaron a Cesaro & Ricochet. En Royal Rumble, participó en el Men's Royal Rumble Match entrando de #17, sin embargo fue eliminado por Bad Bunny, durando 17 minutos y 55 segundos. Días después en SmackDown, Sheamus & Holland derrotaron a Cesaro & Ricochet por tercera ocasión. En el SmackDown emitido el 18 de febrero, fue derrotado por Ricochet, después del combate empujó a su compañero Holland por distraerlo accidentalmente. Luego de esto, el dúo comenzaría un feudo con The New Day enfrentándose en WrestleMania 38, saliendo victoriosos. Más adelante, su asociación con Holland y Butch (antes conocido como Pete Dunne) pasaría a llamarse The Brawling Brutes. En el episodio del 3 de junio, cuando Drew McIntyre hizo una promo desafiante hacia Roman Reigns por el Campeonato Universal Indiscutible de la WWE en el evento Clash at the Castle, Sheamus, Butch y Holland lo interrumpieron para desafiarlo a él a un combate por equipos con McIntyre uniéndose a The New Day, el cual ganaron. La semana siguiente, Sheamus se enfrentó ante McIntyre en una lucha individual para enfrentarse a Reigns en el evento antes mencionado, pero el combate terminó en una doble descalificación luego de que ambos se atacaran mutuamente. Tras esto, se siguieron atacando hasta que fueron separados por los árbitros. En el episodio del 17 de junio, él y McIntyre fueron llamados por el oficial de WWE Adam Pearce para resolver la disputa que tuvieron por el altercado de la semana pasada, a lo que Pearce había programado a Sheamus al Money in the Bank Ladder match, pero cambió de opinión después de que McIntyre lo atacara nuevamente para que también fuera añadido a dicho combate, reanudando el feudo entre ambos. En el episodio del 24 de junio, Sheamus explicó sus razones por ser el que había ganado el maletín hace siete años y hacerlo efectivo en el Survivor Series de ese tiempo ante Reigns, volvería a repetir esa hazaña. No obstante, Paul Heyman convenció a Pearce de que ambos luchadores serían eliminados del combate de escaleras porque ninguno de ellos clasificaron de forma limpia, pero se les dio la oportunidad de clasificar nuevamente si derrotaban a The Usos, lo cual efectivamente ocurrió. Sin embargo en Money in the Bank, Sheamus fracasaría en su intento de descolgar el maletín.

Sheamus haciendo su entrada con The Brawling Brutes previo a su combate en el evento Clash at the Castle 2022.

En el episodio del 19 de agosto de SmackDown, Sheamus ganó un Fatal Five-Way match imponiéndose ante Madcap Moss, Sami Zayn, Happy Corbin y Ricochet. Esta victoria le otorgó el derecho a enfrentar al también europeo Gunther por el Campeonato Intercontinental en Clash at the Castle. En Clash at the Castle, tanto Sheamus como Gunther dieron una gran exhibición ante el público de Cardiff, pero sería este último quien finalmente obtuvo la victoria para retener su título. Sin embargo, eso no evitó que recibiese una ovación de pie después del combate, volviéndose face en el proceso y también se convirtió en el séptimo combate del roster principal de WWE en recibir cinco estrellas de Dave Meltzer, y la primera lucha cinco estrellas de la carrera de Sheamus. Con el paso de las semanas, The Brawling Brutes se enfrascó en una rivalidad con The Bloodline y específicamente con The Usos (Jey Uso] & Jimmy Uso) en busca del Campeonato Indiscutible en Parejas de la WWE, con Butch y Holland fracasando en su intento de arrebatárselos en Crown Jewel mientras Sheamus se recuperaba de una lesión provocada por The Bloodline. En el siguiente episodio, The Brawling Brutes con Sheamus ya curado y Drew McIntyre uniéndose a ellos, confrontando a Roman Reigns y compañía; se programó un combate entre The Brawling Brutes, McIntyre y Kevin Owens (quien se reveló como compañero sorpresa) contra The Bloodline para Survivor Series WarGames en una partida de WarGames, que sería la temática del evento. El 26 de noviembre en Survivor Series, el equipo de Sheamus terminó perdiendo el combate a manos de The Bloodline después de que Jey Uso cubriese a Owens tras un ataque de Sami Zayn.
En el primer Raw del 2023, Sheamus apareció junto a Drew McIntyre para asustar a The Bloodline cuando estos intentaron atacar a Kevin Owens con una silla, continuando el feudo con los samoanos y Sami Zayn. Sheamus y McIntyre, ambos conocidos bajo el nombre de The Banger Bros, se enfrentaron a The Usos por el Campeonato Indiscutible en Parejas de la WWE, perdiendo la lucha debido a la interferencia de Solo Sikoa. El dúo europeo participaría en un torneo cuyo ganador enfrentaría a The Usos por los títulos de SmackDown, además de que el mismo Sheamus anunciara también su participación en el Royal Rumble match. En el episodio del 20 de enero, The Banger Bros derrotaron a The Viking Raiders (Erik & Ivar) en la primera ronda. Sin embargo, ambos dejarían de autonombrarse como The Banger Bros ya que el nombre del equipo fue removido por problemas del cambio de nombre. En el episodio del 27 de enero, fueron entrevistados antes de su combate contra Hit Row (Ashante "Thee" Adonis & Top Dalla) como parte de la segunda ronda, hasta ser agredidos por The Viking Raiders. Esto los haría quedar fuera del torneo, ocupando su lugar el equipo de Braun Strowman y Ricochet, terminando de esta manera la rivalidad con The Usos. Luego de eso en Royal Rumble, entró a la batalla real masculina como el número 2, durando casi una hora hasta ser eliminado por el número 1 en ingresar al combate, Gunther. En el episodio del 10 de marzo, Sheamus se enfrentó a McIntyre, LA Knight, Karrion Kross y Xavier Woods en un Fatal 5 Way match cuyo ganador enfrentaría a Gunther por el Campeonato Intercontinental en WrestleMania 39; el combate acabó en una doble cuenta de tres al cubrir a Woods al mismo tiempo que McIntyre cubría a Knight, pactándose un combate individual entre ambos para determinar al definitivo retador #1. Ese combate, sin embargo, terminó sin resultado debido a la interferencia de Imperium, por lo que Adam Pearce programó un triple amenaza. Gunther retuvo el título ante ambos en la Noche 1 de WrestleMania, combate que Dave Meltzer puntuaría con 5 estrellas.
En mayo de 2023, Sheamus fue uno de los participantes de SmackDown en el torneo por el nuevo Campeonato Mundial Peso Pesado, enfrentándose a Austin Theory y Bobby Lashley en la ronda de cuartos de final; sin embargo Lashley se llevaría la victoria. Fue uno de los participantes en el SummerSlam Battle Royal de SummerSlam el 5 de agosto, estando a punto de ganar el combate de no ser que LA Knight lo eliminara. En septiembre de 2023, se informó que Sheamus había sufrido una lesión en el hombro y estaría fuera de acción. En ese periodo, The Brawling Brutes se disolvería.

#### Regreso tras lesión (2024-presente)
Sheamus regresó en el episodio del 15 de abril de Raw con su antiguo tema de entrada, Written In My Face, llevándose una victoria sobre Ivar.

## Otros medios
Farrelly tuvo un pequeño papel en la película irlandesa de 2006 3 Crosses, e interpretó a Two Ton en la película de 2008 The Escapist. También apareció como Celtic Warrior Zombie en la secuencia de apertura de la película de 2009 Assault of Darkness. Interpretó a Rocksteady en Teenage Mutant Ninja Turtles: Out of the Shadows.
Apareció en varios episodios de Dustin's Daily News, donde tuvo una rivalidad con Dustin the Turkey, el famoso títere calcetín irlandés; esto terminó con Dustin y Farrelly teniendo una "pelea", la cual ganó Dustin. Farrelly interpretó a un duende luchador en The Podge y Rodge Show.
En julio de 2014, Farrelly estuvo involucrado en la serie de televisión Royal Pains como estrella invitada.

## Vida personal
Sheamus es ávido seguidor de los equipos deportivos Liverpool FC, Celtic FC y los Tennessee Titans. En noviembre de 2017, Farrelly reveló que padece estenosis espinal.
El 28 de octubre de 2022, Farrelly se casó con su pareja de hace años, Isabella Revilla. Entre los asistentes estuvieron sus amigos cercanos y también luchadores profesionales Miro y Drew McIntyre, este último quien fungió como su padrino de bodas.

## Videojuegos
Sheamus hizo su debut en los videojuegos en WWE SmackDown vs Raw 2011 y desde entonces ha aparecido como un personaje jugable en WWE All Stars,WWE '12, WWE '13, WWE 2K14, WWE 2K15, WWE 2K16, WWE 2K17, WWE 2K18 WWE 2K19,WWE 2K20, WWE 2K Battlegrounds, WWE 2K22,WWE 2K23, y WWE 2K24.

## Filmografía

### Películas
| Año  | Título                                           | Rol                       | Notas              |
| ---- | ------------------------------------------------ | ------------------------- | ------------------ |
| 2008 | The Escapist                                     | Two Ton                   | Debut en películas |
| 2009 | Once Upon a Time in Dublin                       | Guard                     |                    |
| 2009 | Assault of Darkness                              | Celtic Warrior            |                    |
| 2016 | Teenage Mutant Ninja Turtles: Out of the Shadows | Owen Rocksteed/Rocksteady |                    |
| 2016 | Scooby-Doo! and WWE: Curse of the Speed Demon    | Él mismo                  | Voz                |
| 2016 | The Jetsons & WWE: Robo-WrestleMania!            | Él mismo                  | Voz                |
| 2017 | Atone                                            | TBA                       | Post-production    |
| TBC  | The Buddy Games                                  | TBA                       |                    |

### Televisión
| Año       | Título                         | Rol                | Notas                                           |
| --------- | ------------------------------ | ------------------ | ----------------------------------------------- |
| 2011      | The Late Late Show             | Él mismo           | 15 de abril (temporada 48, episodio 33)         |
| 2011–2016 | Conan                          | Él mismo, invitado | 3 episodios                                     |
| 2011      | 18th MTV Europe Music Awards   | Él mismo           | Presentador del "Best Male Award"               |
| 2012      | The Tonight Show with Jay Leno | Él mismo           | 13 de enero (temporada 20, episodio 72)         |
| 2013      | Teens Wanna Know               | Él mismo           | Con Carly Rae Jepsen (temporada 2, episodio 37) |
| 2014      | Royal Pains                    | Jack Piper         |                                                 |
| 2016      | Made in Hollywood              | Él mismo           | 4 de junio (temporada 11, episodio 38)          |

## Campeonatos y logros
- ESPN

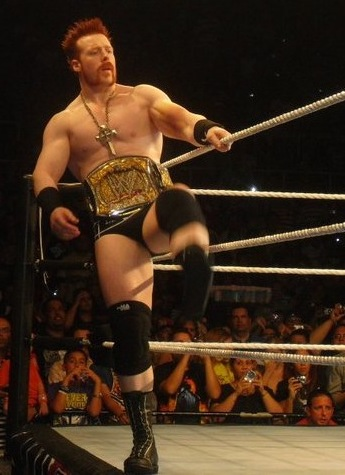
Sheamus como Campeón de la WWE.

  - Match of the Year (2022) vs. Gunther en Clash at the Castle[286]

- World Wrestling Entertainment/WWE
  - WWE Championship (3 veces)
  - World Heavyweight Championship (1 vez)
  - WWE United States Championship (3 veces)
  - Raw Tag Team Championship (4 veces) - con Cesaro
  - SmackDown Tag Team Championship (1 vez) – con Cesaro
  - King of the Ring (2010)
  - Royal Rumble (2012)
  - Money in the Bank (2015)
  - Slammy Awards (4 veces)
    - Breakout Star of the Year (2009)
    - Feat of Strength of the Year (2012) Delivering "White Noise" to Big Show
    - Outstanding Achievement in Muppet Resemblance (2011)
    - Superstar/Diva Most in Need of Make-up (2010)

  - WWE Year–End Award (1 vez)
    - Best Tag Team (2018) – con Cesaro

- Florida Championship Wrestling/FCW
  - FCW Florida Heavyweight Championship (1 vez)

- Irish Whip Wrestling/IWW
  - IWW International Heavyweight Championship (2 veces, Inaugural)
  - IWW International Heavyweight Championship Tournament (2005)

- Pro Wrestling Illustrated
  - Situado en el Nº226 en los PWI 500 de 2008[287]
  - Situado en el Nº94 en los PWI 500 de 2009[288]
  - Situado en el Nº10 en los PWI 500 de 2010[289]
  - Situado en el Nº12 en los PWI 500 de 2011[290]
  - Situado en el Nº5 en los PWI 500 de 2012[291]
  - Situado en el Nº6 en los PWI 500 de 2013[292]
  - Situado en el Nº21 en los PWI 500 de 2014[293]
  - Situado en el Nº42 en los PWI 500 de 2015[294]
  - Situado en el Nº17 en los PWI 500 de 2016[295]
  - Situado en el Nº57 en los PWI 500 de 2017[296]
  - Situado en el Nº42 en los PWI 500 de 2018[297]
  - Situado en el N°85 en los PWI 500 de 2019[298]
  - Situado en el N°56 en los PWI 500 de 2021[299]
  - Situado en el N°126 en los PWI 500 de 2022[300]

- Wrestling Observer Newsletter
  - WON Luchador que más ha mejorado - 2010
  - WON Luchador que más ha mejorado- 2012
  - Lucha 5 estrellas (2022) vs. Gunther en Clash at the Castle el 3 de septiembre
  - Lucha 5 estrellas (2023) vs. Gunther vs. Drew McIntyre en WrestleMania 39 el 2 de abril